# قائمة مباريات الدوري المصري الممتاز 2016–17
قائمة بمباريات الدوري المصري الممتاز 2016–17.

## الأسبوع الأول
| 15 سبتمبر 2016 | أسوان                                                | 2–0   | الداخلية | استاد أسوان                                                                                          |
| 17:00          | باسم عيد 47' (ركلة.) · مهاب سعيد 72' (بالقدم اليمنى) | تقرير |          | الحكم: عبد العزيز السيد الحكام المساعدون: محمد خلف، محمد عبد العظيم (الفيوم) الحكم الرابع: جلال أحمد |

| 15 سبتمبر 2016 | النصر للتعدين | 0–4   | إنبي | استاد أسوان                                                                                         |
| 21:00          |               | تقرير | هيثم مصطفى 22' (ه.ذ) · لاما كولين 71' (بالقدم اليمنى)، 90+3' (بالقدم اليمنى) · ماريو مارتينيز 87' (بالقدم اليسرى) | الحكم: أحمد العدوي الحكام المساعدون: أحمد عبد الرازق التلاوي، مصطفى عطية الحكم الرابع: بدوي إبراهيم |

| 16 سبتمبر 2016 | الشرقية                            | 1–2   | سموحة                                                      | استاد بنها                                                                                            |
| 15:00          | كينيث أكيتشوكو 85' (بالقدم اليسرى) | تقرير | السيد فريد 52' (ضربة رأس) · حسام سلامة 76' (بالقدم اليمنى) | الحكم: أحمد الغندور الحكام المساعدون: أحمد ساهر، محمد عبد العظيم (المنوفية) الحكم الرابع: محمود دسوقي |

| 16 سبتمبر 2016 | بتروجيت                          | 1–0   | وادي دجلة | استاد السويس الجديد                                                               |
| 17:00          | محمد شاهين 90+4' (بالقدم اليمنى) | تقرير |           | الحكم: طارق مجدي الحكام المساعدون: هاني مطر، أحمد صلاح الحكم الرابع: سيد عبد الله |

| 17 سبتمبر 2016 | الاتحاد السكندري                                                                           | 3–1   | المقاولون العرب         | استاد الجيش ببرج العرب                                                                 |
| 15:00          | كابونجو كاسونجو 24' (بالقدم اليمنى) · محمد عادل 63' (ضربة حرة) · أحمد الشيخ 79' (ضربة حرة) | تقرير | أحمد علي 47' (ضربة رأس) | الحكم: محمد عادل الحكام المساعدون: شريف التباع، يوسف البساطي الحكم الرابع: رمضان محمود |

| 17 سبتمبر 2016 | مصر للمقاصة                                                                            | 3–0   | طنطا | استاد الفيوم                                                                   |
| 17:00          | أحمد عبد الظاهر 10' (ضربة رأس) · أحمد الشيخ 32' (ركلة جزاء) · عاصم سعيد 78' (ضربة رأس) | تقرير |      | الحكم: أمين عمر الحكام المساعدون: كريم ماهيا، سيد نافع الحكم الرابع: محمد حسان |

| 17 سبتمبر 2016 | طلائع الجيش                                                       | 2–1   | المصري                   | استاد الجيش ببرج العرب                                                                       |
| 18:00          | أحمد عيد عبد الملك 13' (ضربة رأس) · محمد أشرف 40' (بالقدم اليمنى) | تقرير | أحمد سمير 49' (ضربة رأس) | الحكم: محمد الصباحي الحكام المساعدون: محمد حسن خليل، هاني عبد الفتاح الحكم الرابع: هاني أمين |

| 17 سبتمبر 2016 | الأهلي                      | 1–0   | الإسماعيلي | استاد بتروسبورت                                                                              |
| 21:00          | عبد الله السعيد 78' (ركلة.) | تقرير |            | الحكم: جهاد جريشة الحكام المساعدون: أيمن دجيش، تحسين أبو السادات الحكم الرابع: محمد أبو خاطر |

|  | الإنتاج الحربي | مؤجلة | الزمالك |  |

في الفترة من 16 سبتمبر إلى 18 سبتمبر مباريات الذهاب في بطولات الأندية الأفريقية - قبل النهائي

## الأسبوع الثاني
| 22 سبتمبر 2016 | طنطا                   | 1–0   | أسوان | نادي طنطا                                                                          |
| 15:00          | محمود شاكر 23' (ركلة.) | تقرير |       | الحكم: عمرو عايد الحكام المساعدون: رجب محمد، محمد العزازي الحكم الرابع: عمرو حلاوة |

| 22 سبتمبر 2016 | الإسماعيلي               | 1–0   | الإنتاج الحربي | استاد الإسماعيلية                                                                    |
| 17:00          | حسني عبد ربه 75' (ركلة.) | تقرير |                | الحكم: سعيد حمزة الحكام المساعدون: محمد عبد المجيد، أحمد بكر الحكم الرابع: محمد يوسف |

| 22 سبتمبر 2016 | المقاولون العرب     | 0–2   | الأهلي                                                    | استاد المقاولون العرب                                                                     |
| 20:00          | محمد شعبان 59'، 77' | تقرير | محمد نجيب 18' (ضربة رأس) · عبد الله السعيد 68' (ضربة رأس) | الحكم: محمود البنا الحكام المساعدون: سمير جمال، هاني العراقي الحكم الرابع: أشرف أبو النور |

| 23 سبتمبر 2016 | الداخلية                                                          | 1–1   | بتروجيت                | استاد كلية الشرطة                                                                     |
| 17:00          | بنجامين أشيمبونج 14' (ضربة رأس) · عبد العزيز موسى · أحمد سمير فرج | تقرير | أسامة محمد 47' (ركلة.) | الحكم: محمود بسيوني الحكام المساعدون: ضياء السكران، محمود رضا الحكم الرابع: أشرف مسعد |

| 23 سبتمبر 2016 | إنبي                                                              | 2–2   | الشرقية                                                   | استاد بتروسبورت                                                                       |
| 20:00          | عمرو مرعي 13' (بالقدم اليمنى) · عمرو الحلواني 64' (بالقدم اليسرى) | تقرير | حسام حسن 48' (ركلة.) · كينيث أكيتشوكو 55' (بالقدم اليمنى) | الحكم: محمد سلامة الحكام المساعدون: عادل أبو الفتوح، خالد زكي الحكم الرابع: عارف عشري |

| 24 سبتمبر 2016 | المصري                                                   | 2–0   | النصر للتعدين | استاد الجيش ببرج العرب                                                           |
| 15:00          | أحمد موسى 18' (بالقدم اليسرى) · محمد ماجد 66' (ضربة رأس) | تقرير |               | الحكم: أحمد حمدي الحكام المساعدون: أحمد شاهين، أحمد لطفي الحكم الرابع: محمد طارق |

| 24 سبتمبر 2016 | وادي دجلة                                   | 1–0   | الاتحاد السكندري | استاد الدفاع الجوي                                                                             |
| 17:00          | حسام عرفات 79' (بالقدم اليمنى) · عرفة السيد | تقرير | محمود شعبان 79'  | الحكم: محمد معروف الحكام المساعدون: محمود أبو الرجال، محمد محمود لطفي الحكم الرابع: محمد الديب |

| 24 سبتمبر 2016 | سموحة                                                                               | 2–0   | مصر للمقاصة         | استاد الجيش ببرج العرب                                                                 |
| 20:00          | حسام حسن 38' (بالقدم اليمنى) · حسام سلامة 45+1' (بالقدم اليمنى) · أحمد حمص 58'، 80' | تقرير | محمود حمدي 15'، 82' | الحكم: محمد فاروق الحكام المساعدون: أحمد توفيق طلب، محمد علي الحكم الرابع: وليد الصياد |

|                                                                                             | الزمالك | مؤجلة | طلائع الجيش |  |
| ملاحظة: تم تأجيل المباراة ليوم 7 مارس 2017 ، ولكن تم تأجيل المباراة مرة أخرى حتى إشعار آخر. |         |       |             |  |

في الفترة من 23 أغسطس إلى 25 أغسطس مباريات الإياب في بطولات الأندية الأفريقية - قبل النهائي

## الأسبوع الثالث
| 28 سبتمبر 2016 | سموحة                                                                       | 3–2   | طنطا                                                   | استاد الجيش ببرج العرب                                                                   |
| 15:00          | حسام سلامة 15' (بالقدم اليمنى)، 81' (ركلة.) · محمود سيد 73' (بالقدم اليمنى) | تقرير | محمد جابر 27' (بالقدم اليمنى) · محمود شاكر 31' (ركلة.) | الحكم: أسامة العارف الحكام المساعدون: محمد السيد، أحمد الكيال الحكم الرابع: أحمد العبادي |

| 28 سبتمبر 2016 | الشرقية | 0–1   | المصري                   | استاد الجيش ببرج العرب                                                                 |
| 18:00          |         | تقرير | أحمد جمعة 69' (ضربة رأس) | الحكم: محمود البنا الحكام المساعدون: أشرف متولي، أحمد عطية الحكم الرابع: محمد الشرقاوي |

| 28 سبتمبر 2016 | الأهلي                                                    | 2–1   | وادي دجلة              | استاد بتروسبورت                                                                            |
| 21:00          | كريم وليد 18' (بالقدم اليمنى) · مؤمن زكريا 58' (ضربة رأس) | تقرير | مصطفى جلال 54' (ركلة.) | الحكم: محمود بسيوني الحكام المساعدون: عبد الفتاح عريشة، عمر فتحي الحكم الرابع: أحمد الدليل |

| 29 سبتمبر 2016 | بتروجيت                                                        | 2–0   | أسوان | استاد السويس الجديد                                                                    |
| 15:00          | محمد أحمد كامل 72' (ضربة رأس) · أسامة محمد 82' (بالقدم اليسرى) | تقرير |       | الحكم: نادر قمر الدولة الحكام المساعدون: عدي سالم، محمد فاروق الحكم الرابع: أيمن منصور |

| 29 سبتمبر 2016 | طلائع الجيش                    | 1–1   | الإسماعيلي                           | استاد جهاز الرياضة                                                                                |
| 17:00          | أحمد عيد عبد الملك 67' (ركلة.) | تقرير | إيمانويل بناهيني 58' (بالقدم اليسرى) | الحكم: إبراهيم نور الدين الحكام المساعدون: أحمد حسام طه، وائل شعبان الحكم الرابع: عمرو عبد العاطي |

| 29 سبتمبر 2016 | النصر للتعدين | 0–2   | الزمالك                                                         | استاد أسوان                                                                      |
| 20:00          |               | تقرير | أيمن حفني 23' (بالقدم اليسرى) · شوقي السعيد 76' (بالقدم اليسرى) | الحكم: طارق مجدي الحكام المساعدون: أحمد نوفل، هاني خيري الحكم الرابع: طلعت السيد |

| 30 سبتمبر 2016 | مصر للمقاصة                                                                 | 3–0   | إنبي | استاد الفيوم                                                                               |
| 16:00          | أحمد الشيخ 16' (ركلة.)، 70' (بالقدم اليسرى) · هشام محمد 63' (بالقدم اليمنى) | تقرير |      | الحكم: محمد الصباحي الحكام المساعدون: هشام الدسوقي، أحمد الفار الحكم الرابع: عجيز الشرباصي |

| 30 سبتمبر 2016 | الاتحاد السكندري                                                                         | 3–0   | الداخلية | استاد الجيش ببرج العرب                                                                |
| 18:30          | كابونجو كاسونجو 7' (بالقدم اليمنى)، 88' (بالقدم اليمنى) · أحمد الشيخ 69' (بالقدم اليمنى) | تقرير |          | الحكم: أحمد الغندور الحكام المساعدون: خالد رمضان، سامر رشاد الحكم الرابع: هشام الفلال |

| 30 سبتمبر 2016 | الإنتاج الحربي | 0–2   | المقاولون العرب                                                | استاد السلام                                                                      |
| 21:00          |                | تقرير | محمد ناجي 54' (بالقدم اليسرى) · محمد فاروق 70' (بالقدم اليمنى) | الحكم: أمين عمر الحكام المساعدون: أشرف مهران، أحمد أبوزيد الحكم الرابع: مجدي خاطر |

في الفترة من 30 سبتمبر إلى 11 أكتوبر معسكر المنتخب الوطني الأول - لمباراة المنتخب الوطني الأول مع الكونغو في تصفيات كأس العالم 2018.

## الأسبوع الرابع
| 12 أكتوبر 2016 | طنطا | 0–0   | بتروجيت | نادي طنطا                                                                                     |
| 14:45          |      | تقرير |         | الحكم: محمد أبو خاطر الحكام المساعدون: أسامة عبد اللطيف، أسامة السيد الحكم الرابع: وائل فرحان |

| 12 أكتوبر 2016 | أسوان | 0–1   | الاتحاد السكندري                 | استاد أسوان                                                                        |
| 17:00          |       | تقرير | عاشور الأدهم 82' (بالقدم اليمنى) | الحكم: محمد فاروق الحكام المساعدون: علاء مصطفى، محمد فؤاد الحكم الرابع: محمد مصطفى |

| 12 أكتوبر 2016 | المصري | 0–1   | مصر للمقاصة            | استاد الجيش ببرج العرب                                                                   |
| 19:30          |        | تقرير | أحمد الشيخ 24' (ركلة.) | الحكم: إبراهيم نور الدين الحكام المساعدون: أيمن دجيش، سمير جمال الحكم الرابع: أحمد السيد |

| 13 أكتوبر 2016 | المقاولون العرب | 0–1   | طلائع الجيش                  | استاد المقاولون العرب                                                                   |
| 14:45          |                 | تقرير | محمد رزق 37' (بالقدم اليمنى) | الحكم: جهاد جريشة الحكام المساعدون: ضياء السكران، شريف عبد الله الحكم الرابع: محمد صابر |

| 13 أكتوبر 2016 | إنبي                    | 1–3   | سموحة                                                                          | استاد بتروسبورت                                                                       |
| 17:00          | ياسر إبراهيم 38' (ه.ذ.) | تقرير | أحمد رؤوف 23' (ضربة رأس)، 57' (بالقدم اليمنى) · حسام سلامة 51' (بالقدم اليمنى) | الحكم: محمد معروف الحكام المساعدون: إيهاب فخري، شهاب راشد الحكم الرابع: إبراهيم محجوب |

| 13 أكتوبر 2016 | وادي دجلة                                               | 2–2   | الإنتاج الحربي                                                 | استاد الدفاع الجوي                                                                              |
| 19:30          | السيد سالم 18' (بالقدم اليسرى) · محمود علاء 85' (ركلة.) | تقرير | محمد أبو شعيشع 20' (بالقدم اليمنى) · عمر السعيد 62' (ضربة رأس) | الحكم: وليد عبد الرازق الحكام المساعدون: محمد عبد القادر، ممدوح مصطفى الحكم الرابع: أيمن النجار |

| 14 أكتوبر 2016 | الإسماعيلي                    | 1–1   | النصر للتعدين                  | استاد الإسماعيلية                                                                        |
| 17:00          | محمد فتحي 14' (بالقدم اليمنى) | تقرير | باتريك أدو 70' (بالقدم اليمنى) | الحكم: شريف حسن الحكام المساعدون: عبد اللطيف الباز، أحمد رشدي الحكم الرابع: أحمد إبراهيم |

|  | الزمالك | مؤجلة | الشرقية | استاد بتروسبورت |

تم تأجيل المباراة بعد وصول نادي الزمالك للمباراة النهائية في البطولة الأفريقية إلى موعد سيحدد فيما بعد.
| 15 أكتوبر 2016 | الداخلية | 0–2   | الأهلي                                                         | استاد بتروسبورت                                                                                   |
| 19:00          |          | تقرير | جون أنطوي 46' (بالقدم اليمنى) · مؤمن زكريا 60' (بالقدم اليسرى) | الحكم: عبد العزيز السيد الحكام المساعدون: محمود أبو الرجال، أحمد توفيق طلب الحكم الرابع: محمد حسن |

في الفترة من 14 أكتوبر إلى 16 أكتوبر مباريات الذهاب في نهائي بطولات الأندية الأفريقية.

## الأسبوع الخامس
| 20 أكتوبر 2016 | الاتحاد السكندري              | 1–2   | بتروجيت                                                      | استاد الجيش ببرج العرب                                                          |
| 14:30          | محمد سالم 14' (بالقدم اليمنى) | تقرير | مصطفى شبيطة 48' (ركلة.) · شيميليس بيكيلي 61' (بالقدم اليمنى) | الحكم: أحمد حمدي الحكام المساعدون: أحمد نوفل، أشرف متولي الحكم الرابع: عباس حسن |

| 20 أكتوبر 2016 | سموحة                         | 1–2   | المصري                                                | استاد الجيش ببرج العرب                                                                     |
| 17:30          | أحمد رؤوف 12' (بالقدم اليمنى) | تقرير | أحمد جمعة 30' (بالقدم اليمنى) · أسامة عزب 41' (ركلة.) | الحكم: أمين عمر الحكام المساعدون: عبد الفتاح عريشة، أحمد التلاوي الحكم الرابع: إكرامي علاء |

| 20 أكتوبر 2016 | الأهلي                                                      | 2–0   | أسوان | استاد بتروسبورت                                                                           |
| 20:30          | مؤمن زكريا 46' (بالقدم اليمنى) · وليد سليمان 76' (ضربة حرة) | تقرير |       | الحكم: محمد معروف الحكام المساعدون: هاني عبد الفتاح، يوسف البساطي الحكم الرابع: أحمد صلاح |

| 21 أكتوبر 2016 | طلائع الجيش             | 1–1   | وادي دجلة                       | استاد جهاز الرياضة                                                                           |
| 15:30          | عاصم صلاح 90+4' (ركلة.) | تقرير | صامويل أفوم 29' (بالقدم اليمنى) | الحكم: محمود البنا الحكام المساعدون: وائل مصطفى، محمد عبد المجيد الحكم الرابع: محمد السعداوي |

| 21 أكتوبر 2016 | الإنتاج الحربي | 0–0   | الداخلية | استاد السلام                                                                                |
| 18:00          |                | تقرير |          | الحكم: أحمد العدوي الحكام المساعدون: هشام طلب، إبراهيم السوداني الحكم الرابع: ياسر عبد الحق |

| 21 أكتوبر 2016 | النصر للتعدين | 0–2   | المقاولون العرب                                  | استاد أسوان                                                                        |
| 20:15          |               | تقرير | محمد فاروق 7' (ركلة.) · محمد ناجي 87' (ضربة رأس) | الحكم: أحمد السيد الحكام المساعدون: أحمد ساهر، علي الوكيل الحكم الرابع: محمود رشدي |

| 22 أكتوبر 2016 | الشرقية | 0–1   | الإسماعيلي                          | استاد بنها                                                                           |
| 14:45          |         | تقرير | إيمانويل بناهيني 4' (بالقدم اليسرى) | الحكم: جهاد جريشة الحكام المساعدون: وائل شعبان، عمر فتحي الحكم الرابع: عصام التلواني |

| 22 أكتوبر 2016 | إنبي                                                                                            | 3–1   | طنطا                      | استاد بتروسبورت                                                                 |
| 18:00          | صلاح سليمان 43' (ضربة رأس) · عمرو مرعي 66' (بالقدم اليمنى) · ماريو مارتينيز 78' (بالقدم اليسرى) | تقرير | محمود غالي 82' (ضربة رأس) | الحكم: طارق سامي الحكام المساعدون: مصطفى حسين، أحمد فوزي الحكم الرابع: محمد عوض |

|  | مصر للمقاصة | مؤجلة | الزمالك | استاد الجيش بالسويس |

في الفترة من 21 أكتوبر إلى 23 أكتوبر مباريات الإياب في نهائي بطولات الأندية الأفريقية.

## الأسبوع السادس
| 25 أكتوبر 2016 | الداخلية                                                                    | 2–3   | طلائع الجيش                                                                               | استاد كلية الشرطة                                                               |
| 14:45          | إسلام عبد النعيم 14' (بالقدم اليسرى) · بنجامين أشيمبونج 67' (بالقدم اليمنى) | تقرير | نيكولاس داو 35' (بالقدم اليسرى) · هاسامي 70' (ضربة رأس) · عاصم صلاح 90+4' (بالقدم اليسرى) | الحكم: سعيد حمزة الحكام المساعدون: سامي هلهل، محمد الحاج الحكم الرابع: نادر زكي |

| 25 أكتوبر 2016 | وادي دجلة                         | 1–0   | النصر للتعدين | استاد القاهرة                                                                      |
| 14:45          | صامويل أفوم 90+1' (بالقدم اليمنى) | تقرير |               | الحكم: أسامة إسماعيل الحكام المساعدون: صالح محمد، حسين يوسف الحكم الرابع: عماد عطا |

| 25 أكتوبر 2016 | بتروجيت | 0–0   | الأهلي | استاد الجيش بالسويس                                                                   |
| 17:30          |         | تقرير |        | الحكم: محمد الصباحي الحكام المساعدون: أيمن دجيش، ضياء السكران الحكم الرابع: عمرو جلال |

| 25 أكتوبر 2016 | أسوان                   | 1–1   | الإنتاج الحربي             | استاد أسوان                                                                        |
| 20:00          | باسم عيد 28' (ضربة رأس) | تقرير | محمود فتح الله 86' (ركلة.) | الحكم: محمد عادل الحكام المساعدون: أحمد صلاح، هشام الدسوقي الحكم الرابع: بهاء عاطف |

| 26 أكتوبر 2016 | طنطا | 0–1   | الاتحاد السكندري               | نادي طنطا                                                                                |
| 14:45          |      | تقرير | أحمد الشيخ 59' (بالقدم اليسرى) | الحكم: نادر قمر الدولة الحكام المساعدون: أحمد بكر، نور سعيد الحكم الرابع: خليفة عبد الله |

| 26 أكتوبر 2016 | المقاولون العرب                                       | 2–1   | الشرقية                             | استاد المقاولون العرب                                                                     |
| 17:30          | أحمد علي 23' (بالقدم اليمنى) · محمد فاروق 39' (ركلة.) | تقرير | محمد عبد الحميد 17' (بالقدم اليمنى) | الحكم: أسامة العارف الحكام المساعدون: عادل ماهر، رمضان هنداوي الحكم الرابع: حسن السندبيسي |

| 27 أكتوبر 2016 | الإسماعيلي                          | 1–2   | مصر للمقاصة                                                | استاد الإسماعيلية                                                                  |
| 14:45          | إيمانويل بناهيني 5' (بالقدم اليسرى) | تقرير | أحمد عبد الظاهر 23' (ركلة.) · باولن فوافي 90+4' (ضربة رأس) | الحكم: أحمد الغندور الحكام المساعدون: هاني مطر، خالد السيد الحكم الرابع: أحمد شلبي |

| 27 أكتوبر 2016 | المصري                    | 1–3   | إنبي                                                                                | استاد الجيش ببرج العرب                                                                 |
| 17:00          | أحمد منصور 40' (ضربة رأس) | تقرير | محمد الشامي 24' (بالقدم اليسرى) · رامي صبري 45' (ركلة.) · لاما كولين 54' (ضربة رأس) | الحكم: محمد فاروق الحكام المساعدون: حازم أبو الوفا، محمود رضا الحكم الرابع: أحمد سلامة |

| 27 أكتوبر 2016 | الزمالك | 0–0   | سموحة | استاد بتروسبورت                                                                                |
| 20:00          |         | تقرير |       | الحكم: إبراهيم نور الدين الحكام المساعدون: تحسين أبوالسادات، سمير جمال الحكم الرابع: ياسر فوزي |

## الأسبوع السابع
| 29 أكتوبر 2016 | طلائع الجيش | 0–0   | أسوان | استاد جهاز الرياضة                                                                       |
| 14:45          |             | تقرير |       | الحكم: جهاد جريشة الحكام المساعدون: محمد حسن، محمد أبوالعزايم الحكم الرابع: عمرو الشناوي |

| 29 أكتوبر 2016 | الإنتاج الحربي | 0–1   | بتروجيت                   | استاد السلام                                                                                  |
| 17:00          |                | تقرير | محمد رمضان 49' (ركلة حرة) | الحكم: عمرو رمضان الحكام المساعدون: محمود عامر، محمد عبد العظيم الحكم الرابع: عبد الرحمن محمد |

| 29 أكتوبر 2016 | النصر للتعدين                                                        | 2–2   | الداخلية                                                            | استاد أسوان                                                                                        |
| 19:30          | عبد العزيز إمام 12' (بالقدم اليسرى) · رمضان ربيع 17' (بالقدم اليمنى) | تقرير | هشام أبو خليل 66' (بالقدم اليمنى) · بنجامين أشيمبونج 84' (ضربة رأس) | الحكم: وليد عبد العزيز الحكام المساعدون: محمد خلف، محمود عبد السميع الحكم الرابع: عبد اللطيف مبارك |

| 30 أكتوبر 2016 | الشرقية                             | 1–2   | وادي دجلة                                                | استاد بنها                                                                            |
| 14:45          | محمد عبد الحميد 39' (بالقدم اليمنى) | تقرير | مصطفى طلعت 26' (ركلة حرة) · إبراهيما نداي 31' (ضربة رأس) | الحكم: حسام الجلاد الحكام المساعدون: إكرامي سالم، كارم محمود الحكم الرابع: هشام توفيق |

| 30 أكتوبر 2016 | مصر للمقاصة                                   | 2–0   | المقاولون العرب | استاد الفيوم                                                                            |
| 17:00          | أحمد الشيخ 7' (ضربة رأس)، 79' (بالقدم اليسرى) | تقرير | أحمد علي 45+1'  | الحكم: مبروك نبيل الحكام المساعدون: أحمد مصطفى، أحمد مختار الحكم الرابع: أحمد صالح روبش |

| 30 أكتوبر 2016 | الأهلي                                                                                          | 2–2   | الاتحاد السكندري                                                   | استاد بتروسبورت                                                                                    |
| 20:00          | وليد سليمان 4' (بالقدم اليسرى) · جونيور أجاي 69' (بالقدم اليمنى) · عبد الله السعيد · مؤمن زكريا | تقرير | خالد قمر 50' (بالقدم اليمنى) · كابونجو كاسونجو 68' (بالقدم اليمنى) | الحكم: إبراهيم نور الدين الحكام المساعدون: تحسين أبو السادات، هاني خيري الحكم الرابع: قطب الأمشيطي |

| 31 أكتوبر 2016 | المصري | 4–0   | طنطا | استاد الجيش ببرج العرب                                                                          |
| 14:45          | أحمد موسى 3' (ركلة حرة) · محمد ماجد 10' (بالقدم اليسرى)، 59' (بالقدم اليسرى) · أحمد شكري 27' (بالقدم اليسرى) | تقرير |      | الحكم: هشام عبد الحميد الحكام المساعدون: إبراهيم عبد الوهاب، مصطفى حسن الحكم الرابع: علي الكيكي |

| 31 أكتوبر 2016 | سموحة                                                     | 2–1   | الإسماعيلي                                         | استاد الجيش ببرج العرب                                                                          |
| 17:45          | السيد فريد 71' (بالقدم اليمنى) · أحمد حسن مكي 86' (ركلة.) | تقرير | شكري نجيب 89' (بالقدم اليمنى) · عماد حمدي 15'، 42' | الحكم: عبد العزيز السيد الحكام المساعدون: سعد سيد، مصطفى عطية الحكم الرابع: محمد محمود عبد الله |

| 31 أكتوبر 2016 | إنبي                          | 1–2   | الزمالك                                                  | استاد بتروسبورت                                                                          |
| 20:30          | عمرو مرعي 85' (بالقدم اليمنى) | تقرير | طارق حامد 32' (بالقدم اليسرى) · باسم مرسي 50' (ضربة رأس) | الحكم: محمد معروف الحكام المساعدون: أيمن دجيش، عبد الفتاح عريشة الحكم الرابع: سامح فاروق |

## الأسبوع الثامن
| 3 نوفمبر 2016 | الداخلية                          | 1–0   | الشرقية              | استاد كلية الشرطة                                                                                      |
| 14:45         | محمود إبراهيم 83' (بالقدم اليسرى) | تقرير | شهاب محمد 63'، 90+4' | الحكم: عوض سعفان الحكام المساعدون: محمد عبد القادر، محمد عبد العظيم (الفيوم) الحكم الرابع: عصام هنداوي |

| 3 نوفمبر 2016 | وادي دجلة                                             | 2–4   | مصر للمقاصة | استاد القاهرة                                                                      |
| 14:45         | عرفة السيد 57' (بالقدم اليمنى) · هشام محمد 61' (ه.ذ.) | تقرير | باولن فوافي 36' (بالقدم اليسرى) · نانا بوكو 50' (بالقدم اليمنى)، 90+3' (بالقدم اليمنى) · أحمد الشيخ 76' (ركلة.) | الحكم: صبري إبراهيم الحكام المساعدون: خالد حمزة، تامر رشاد الحكم الرابع: مجدي خاطر |

| 3 نوفمبر 2016 | الاتحاد السكندري | 0–1   | الإنتاج الحربي               | استاد حرس الحدود                                                                  |
| 17:00         |                  | تقرير | وليد حسن 33' (بالقدم اليمنى) | الحكم: محمد الحنفي الحكام المساعدون: رضا جبر، هيثم رمضان الحكم الرابع: عرفة عرفات |

| 3 نوفمبر 2016 | أسوان                   | 1–2   | النصر للتعدين                                                   | استاد أسوان                                                                              |
| 19:30         | عمر بسام 49' (ضربة رأس) | تقرير | هيثم مصطفى 52' (ضربة رأس) · عبد العزيز إمام 73' (بالقدم اليسرى) | الحكم: وليد عبد الرازق الحكام المساعدون: معتز مصطفى، وائل عاطف الحكم الرابع: عدنان محمود |

| 3 نوفمبر 2016 | المقاولون العرب      | 1–1   | سموحة                  | استاد المقاولون العرب                                                               |
| 19:30         | محمد فضل 71' (ركلة.) | تقرير | حسام سلامة 79' (ركلة.) | الحكم: محمد أبو خاطر الحكام المساعدون: أحمد حلمي، مدحت عودة الحكم الرابع: عاطف حسين |

| 4 نوفمبر 2016 | بتروجيت                        | 1–1   | طلائع الجيش                   | استاد السويس الجديد                                                                |
| 15:00         | محمد رمضان 49' (بالقدم اليسرى) | تقرير | محمد شريف 53' (بالقدم اليسرى) | الحكم: محمد حسن الحكام المساعدون: أحمد عطية، هشام إبراهيم الحكم الرابع: أمير السيد |

| 4 نوفمبر 2016 | طنطا | 0–1   | الأهلي                | استاد غزل المحلة                                                                              |
| 15:00         |      | تقرير | علي معلول 32' (ركلة.) | الحكم: أحمد الغندور الحكام المساعدون: سمير جمال، أحمد توفيق طلب الحكم الرابع: محمد سلامة ميدو |

| 4 نوفمبر 2016 | الإسماعيلي                                                | 2–1   | إنبي                      | استاد الإسماعيلية                                                                          |
| 17:30         | شكري نجيب 74' (بالقدم اليمنى) · محمود المتولي 82' (ركلة.) | تقرير | عمرو الحلواني 50' (ركلة.) | الحكم: محمد الصباحي الحكام المساعدون: هاني العراقي، شريف عبد الله الحكم الرابع: محمد هنادي |

| 4 نوفمبر 2016 | الزمالك                    | 1–0   | المصري | استاد الجيش ببرج العرب                                                                   |
| 20:30         | أحمد جعفر 45+2' (ضربة رأس) | تقرير |        | الحكم: جهاد جريشة الحكام المساعدون: أحمد حسام طه، هاني عبد الفتاح الحكم الرابع: عمر عايد |

في الفترة من 5 نوفمبر إلى 11 نوفمبر معسكر المنتخب الوطني الأول - لمباراة المنتخب الوطني الأول مع غانا في تصفيات كأس العالم 2018.

## الأسبوع التاسع
| 16 نوفمبر 2016 | الشرقية                                                                           | 3–2   | أسوان                                                                          | استاد بنها                                                                                                   |
| 14:45          | حسام حسن 36' (ركلة.) · يحيى تراوري 65' (ضربة رأس) · كينيث أكيتشوكو 76' (ضربة رأس) | تقرير | جيروم ويا 33' (بالقدم اليسرى) · عمر بسام 60' (ضربة رأس) · إسلام الفار 61'، 90' | الحكم: إبراهيم نور الدين الحكام المساعدون: خالد رمضان، السيد فؤاد الحكم الرابع: عمرو عبد الفتاح (الإسكندرية) |

| 16 نوفمبر 2016 | مصر للمقاصة            | 1–0   | الداخلية           | استاد الفيوم                                                                                 |
| 17:00          | أحمد الشيخ 75' (ركلة.) | تقرير | أحمد جمال 73'، 87' | الحكم: محمد سلامة الحكام المساعدون: أسامة عبد اللطيف، أيمن العقاد الحكم الرابع: الحسن نعماني |

| 16 نوفمبر 2016 | النصر للتعدين             | 1–2   | بتروجيت                                                   | استاد أسوان                                                                           |
| 19:30          | باتريك أدو 67' (ضربة رأس) | تقرير | شيميليس بيكيلي 62' (بالقدم اليمنى)، 90+1' (بالقدم اليسرى) | الحكم: عمرو عايد الحكام المساعدون: رجب محمد، علاء عبد الباسط الحكم الرابع: عاطف العفي |

| 17 نوفمبر 2016 | إنبي                      | 1–2   | المقاولون العرب                                               | استاد بتروسبورت                                                                      |
| 14:45          | عمرو الحلواني 10' (ركلة.) | تقرير | محمد فاروق 14' (بالقدم اليسرى) · محمد فضل 19' (بالقدم اليمنى) | الحكم: محمود بسيوني الحكام المساعدون: محمود كثير، سامح مصطفى الحكم الرابع: عمرو سامي |

| 17 نوفمبر 2016 | سموحة                            | 1–1   | وادي دجلة                 | استاد الجيش ببرج العرب                                                            |
| 14:45          | بانو دياوارا 47' (بالقدم اليمنى) | تقرير | محمود علاء 28' (ضربة رأس) | الحكم: محمد الحنفي الحكام المساعدون: شهاب راشد، سيد نافع الحكم الرابع: محمد عمارة |

| 17 نوفمبر 2016 | طلائع الجيش                                                              | 2–1   | الاتحاد السكندري                    | استاد جهاز الرياضة                                                                     |
| 17:00          | أحمد صبري 77' (بالقدم اليمنى) · أحمد عيد عبد الملك 90+4' (بالقدم اليمنى) | تقرير | كابونجو كاسونجو 59' (بالقدم اليسرى) | الحكم: محمود عاشور الحكام المساعدون: أسامة السيد، أحمد أبو زيد الحكم الرابع: تامر جمعة |

| 17 نوفمبر 2016 | المصري                   | 1–1   | الإسماعيلي                    | استاد الجيش ببرج العرب                                                                   |
| 19:30          | أحمد جمعة 75' (ضربة رأس) | تقرير | شكري نجيب 39' (بالقدم اليمنى) | الحكم: أشرف رشاد الحكام المساعدون: أيمن دجيش، أحمد الفار الحكم الرابع: محمد قطب الأمشيطي |

| 18 نوفمبر 2016 | الزمالك              | 1–0   | طنطا               | استاد بتروسبورت                                                                                |
| 19:00          | شيكابالا 35' (ركلة.) | تقرير | محمد جودة 45'، 58' | الحكم: عبد العزيز السيد الحكام المساعدون: ضياء السكران، محمد العزازي الحكم الرابع: محمود مغربي |

| 19 نوفمبر 2016 | الإنتاج الحربي | 0–2   | الأهلي                                                                | استاد السلام                                                                                   |
| 19:00          |                | تقرير | جونيور أجاي 48' (بالقدم اليمنى) · عبد الله السعيد 65' (بالقدم اليمنى) | الحكم: سمير محمود عثمان الحكام المساعدون: وائل مصطفى، محمد عبد المجيد الحكم الرابع: مبروك نبيل |

## الأسبوع العاشر
| 21 نوفمبر 2016 | الاتحاد السكندري                    | 1–0   | النصر للتعدين | استاد حرس الحدود                         |
| 14:45          | كابونجو كاسونجو 58' (بالقدم اليمنى) | تقرير |               | الحكم: محمد صابر الحكم الرابع: محمد نهاد |

| 21 نوفمبر 2016 | بتروجيت                         | 1–0   | الشرقية | استاد السويس الجديد                          |
| 17:00          | فيكتور أومو 33' (بالقدم اليسرى) | تقرير |         | الحكم: سامح فاروق الحكم الرابع: طارق إبراهيم |

| 21 نوفمبر 2016 | أسوان                             | 1–3   | مصر للمقاصة                                                                        | استاد أسوان                                        |
| 19:30          | محمد البغدادي 73' (بالقدم اليمنى) | تقرير | نانا بوكو 7' (بالقدم اليسرى)، 64' (ضربة رأس) · أحمد عبد الظاهر 24' (بالقدم اليمنى) | الحكم: محمد علي شطا الحكم الرابع: محمود محمد محمود |

| 22 نوفمبر 2016 | الداخلية | 0–1   | سموحة                        | استاد كلية الشرطة                          |
| 14:45          |          | تقرير | حسام حسن 23' (بالقدم اليمنى) | الحكم: أحمد العدوي الحكم الرابع: أحمد صلاح |

| 22 نوفمبر 2016 | وادي دجلة                                                                                                   | 4–3   | إنبي                                                                                  | استاد القاهرة                                  |
| 14:45          | مصطفى جلال 28' (ركلة.) · عرفة السيد 73' (بالقدم اليسرى)، 90+3' (ضربة رأس) · صامويل أفوم 86' (بالقدم اليمنى) | تقرير | بوبكر ديارا 32' (ه.ذ.) · عمرو مرعي 62' (بالقدم اليمنى) · عمرو الحلواني 84' (ركلة حرة) | الحكم: شريف رشوان الحكم الرابع: محمد علاء هاشم |

| 22 نوفمبر 2016 | المقاولون العرب              | 1–2   | المصري                                                         | استاد الجيش ببرج العرب                  |
| 17:00          | محمد فضل 16' (بالقدم اليمنى) | تقرير | سعيد مراد 11' (بالقدم اليمنى) · أحمد أيمن منصور 53' (ضربة رأس) | الحكم: عوض سعفان الحكم الرابع: سيد حودة |

| 22 نوفمبر 2016 | الإسماعيلي | 0–0   | الزمالك | استاد الإسماعيلية                             |
| 20:00          |            | تقرير |         | الحكم: محمد فاروق الحكم الرابع: محمد أبو خاطر |

| 23 نوفمبر 2016 | طنطا                     | 1–0   | الإنتاج الحربي | نادي طنطا                                           |
| 14:45          | محمد جمال 39' (ضربة رأس) | تقرير |                | الحكم: إبراهيم نور الدين الحكم الرابع: مصطفى الجميل |

| 23 نوفمبر 2016 | الأهلي                                                                                                 | 3–0   | طلائع الجيش        | استاد بتروسبورت                            |
| 19:00          | مؤمن زكريا 73' (بالقدم اليمنى) · عبد الله السعيد 77' (بالقدم اليمنى) · جونيور أجاي 82' (بالقدم اليمنى) | تقرير | أحمد عيد عبد الملك | الحكم: محمد معروف الحكم الرابع: ممدوح صلاح |

## الأسبوع الحادي عشر
| 25 نوفمبر 2016 | الشرقية                      | 1–0   | الاتحاد السكندري | استاد بنها                                                                          |
| 14:45          | حسام حسن 85' (بالقدم اليسرى) | تقرير |                  | الحكم: أحمد حمدي الحكام المساعدون: إيهاب فخري ، سيد حسن الحكم الرابع: حسام الجرايحي |

| 25 نوفمبر 2016 | مصر للمقاصة                                   | 2–1   | بتروجيت                    | استاد الفيوم                                                                         |
| 17:00          | نانا بوكو 35' (بالقدم اليمنى)، 90' (ضربة رأس) | تقرير | مصطفى شبيطة 15' (ركلة حرة) | الحكم: محمد حسن الحكام المساعدون: وليد حميد ، علاء مصطفى الحكم الرابع: أحمد النعناعي |

| 26 نوفمبر 2016 | سموحة                    | 1–0   | أسوان                   | استاد الجيش ببرج العرب                                                                     |
| 14:45          | أحمد حسن مكي 73' (ركلة.) | تقرير | سليم عبد الخالق 4'، 86' | الحكم: صبري إبراهيم الحكام المساعدون: أحمد توفيق طلب ، أسامة فؤاد الحكم الرابع: عصام محمود |

| 26 نوفمبر 2016 | المصري                            | 1–0   | وادي دجلة | استاد الجيش ببرج العرب                                                                 |
| 18:00          | محمد حمدي شرف 22' (بالقدم اليسرى) | تقرير |           | الحكم: هشام عبد الحميد الحكام المساعدون: كارم محمود ، هاني خيري الحكم الرابع: يحيى فضل |

| 26 نوفمبر 2016 | الزمالك                                                                                           | 3–0   | المقاولون العرب | استاد بتروسبورت                                                                                 |
| 20:30          | ستانلي أوهاويتشي 19' (بالقدم اليمنى) · إبراهيم صلاح 76' (ضربة رأس) · شيكابالا 77' (بالقدم اليسرى) | تقرير |                 | الحكم: محمد الحنفي الحكام المساعدون: سمير جمال ، عبد الفتاح عريشة الحكم الرابع: أشرف عبد الواحد |

| 27 نوفمبر 2016 | الإسماعيلي    | 0–0   | طنطا | استاد الإسماعيلية                                                                        |
| 14:45          | شكري نجيب 69' | تقرير |      | الحكم: محمد أبو خاطر الحكام المساعدون: إكرامي سالم ، ممدوح مصطفى الحكم الرابع: أحمد مقبل |

| 27 نوفمبر 2016 | إنبي | 0–1   | الداخلية                             | استاد بتروسبورت                                                                     |
| 17:00          |      | تقرير | عبد العزيز السيد 41' (بالقدم اليسرى) | الحكم: وليد عبد الرازق الحكام المساعدون: سعد سيد ، عدي عيد الحكم الرابع: محمود حسيب |

| 27 نوفمبر 2016 | طلائع الجيش                    | 1–3   | الإنتاج الحربي                                                                                  | استاد جهاز الرياضة                                                                     |
| 17:00          | أحمد عيد عبد الملك 80' (ركلة.) | تقرير | أحمد مجدي 45' (بالقدم اليسرى) · أوميد أوكري 51' (بالقدم اليمنى) · صلاح أمين 78' (بالقدم اليمنى) | الحكم: أحمد الغندور الحكام المساعدون: شريف عبد الله ، أحمد نوفل الحكم الرابع: حازم نصر |

| 27 نوفمبر 2016 | النصر للتعدين | 0–3   | الأهلي                                                                    | استاد أسوان                                                                               |
| 20:00          |               | تقرير | وليد سليمان 61' (ركلة.)، 84' (بالقدم اليسرى) · جونيور أجاي 71' (ضربة رأس) | الحكم: محمود عاشور الحكام المساعدون: أحمد حسام طه ، عمر فتحي الحكم الرابع: أشرف أبو النور |

## الأسبوع الثاني عشر
| 29 نوفمبر 2016 | بتروجيت                                                   | 2–2   | سموحة                                            | استاد السويس الجديد                                                                  |
| 14:45          | حمدي فتحي 2' (ضربة رأس) · مصطفى شبيطة 19' (بالقدم اليمنى) | تقرير | محمود سيد 22' (ركلة.) · أحمد حسن مكي 41' (ركلة.) | الحكم: محمد عادل الحكام المساعدون: أحمد مصطفى ، مصطفى حسن الحكم الرابع: محمد إبراهيم |

| 29 نوفمبر 2016 | الاتحاد السكندري                    | 1–1   | مصر للمقاصة                   | استاد حرس الحدود                                                                       |
| 17:00          | كابونجو كاسونجو 29' (بالقدم اليمنى) | تقرير | نانا بوكو 12' (بالقدم اليمنى) | الحكم: محمد معروف الحكام المساعدون: أحمد السيد ، رضا جبر الحكم الرابع: شاكر عبد الحليم |

| 29 نوفمبر 2016 | وادي دجلة                 | 1–1   | الزمالك                     | استاد بتروسبورت                                                                            |
| 20:00          | محمود علاء 84' (ضربة رأس) | تقرير | علي جبر 90' (بالقدم اليمنى) | الحكم: محمد الصباحي الحكام المساعدون: أيمن دجيش ، ضياء السكران الحكم الرابع: محمد الشرقاوي |

| 30 نوفمبر 2016 | الداخلية                                            | 2–4   | المصري | استاد الجيش ببرج العرب                                                                  |
| 14:45          | أسامة عزب 32' (ه.ذ.) · إسلام عبد النعيم 54' (ركلة.) | تقرير | أحمد شكري 20' (بالقدم اليسرى) · أحمد موسى 45+3' (بالقدم اليمنى)، 90+6' (بالقدم اليسرى) · أحمد شرويدة 73' (بالقدم اليمنى) | الحكم: سعيد حمزة الحكام المساعدون: خالد حمزة ، محمود عبد السميع الحكم الرابع: ياسر ربيع |

| 30 نوفمبر 2016 | أسوان                                 | 1–1   | إنبي                     | استاد أسوان                                                                             |
| 17:00          | إيمانويل إيجيبتور 58' (بالقدم اليسرى) | تقرير | معاذ الحناوي 84' (ركلة.) | الحكم: كامل محمد كامل الحكام المساعدون: أشرف مهران ، محمد صلاح الحكم الرابع: ممدوح أحمد |

| 30 نوفمبر 2016 | الأهلي                                                                                           | 3–0   | الشرقية | استاد السلام                                                                      |
| 20:00          | وليد سليمان 10' (بالقدم اليسرى) · أحمد فتحي 69' (بالقدم اليمنى) · مؤمن زكريا 86' (بالقدم اليمنى) | تقرير |         | الحكم: عوض سعفان الحكام المساعدون: أحمد بكر ، محمود رضا الحكم الرابع: محمود دسوقي |

| 1 ديسمبر 2016 | طنطا                           | 1–2   | طلائع الجيش                                                   | نادي طنطا                                                                                  |
| 14:45         | إيريك جوزيف 5' (بالقدم اليسرى) | تقرير | محمد رزق 7' (بالقدم اليمنى) · نيكولاس داو 10' (بالقدم اليمنى) | الحكم: شريف رشوان الحكام المساعدون: حمدي غزال ، مصطفى عبد العظيم الحكم الرابع: عصام هنداوي |

| 1 ديسمبر 2016 | الإنتاج الحربي                                               | 2–1   | النصر للتعدين                                             | استاد السلام                                                                     |
| 17:00         | وليد حسن 32' (بالقدم اليمنى) · محمود فتح الله 86' (ركلة حرة) | تقرير | هيثم مصطفى 51' (بالقدم اليمنى) · هشام عبد الحميد 58'، 84' | الحكم: بدوي حميدة الحكام المساعدون: صالح محمد ، تامر سمير الحكم الرابع: محمد شرف |

| 1 ديسمبر 2016 | المقاولون العرب                                                 | 2–2   | الإسماعيلي                                                       | استاد المقاولون العرب                                                                                    |
| 19:30         | محمد فضل 8' (بالقدم اليمنى) · أحمد علي كامل 61' (بالقدم اليمنى) | تقرير | محمد أبو المجد 4' (بالقدم اليسرى) · محمود المتولي 40' (ضربة رأس) | الحكم: سمير محمود عثمان الحكام المساعدون: إبراهيم عبد الوهاب ، حازم أبو الوفا الحكم الرابع: أحمد العزاوي |

## الأسبوع الثالث عشر
| 3 ديسمبر 2016 | سموحة | 0–0   | الاتحاد السكندري | استاد الجيش ببرج العرب                                                              |
| 14:45         |       | تقرير |                  | الحكم: جهاد جريشة الحكام المساعدون: أشرف متولي ، مصطفى عطية الحكم الرابع: خالد منسي |

| 3 ديسمبر 2016 | الزمالك                                                                              | 3–0   | الداخلية | استاد بتروسبورت                                                                      |
| 20:00         | شيكابالا 26' (بالقدم اليسرى) · أحمد رفعت 65' (بالقدم اليمنى) · باسم مرسي 69' (ركلة.) | تقرير |          | الحكم: محمود عاشور الحكام المساعدون: أحمد صلاح ، هشام الدسوقي الحكم الرابع: نادر زكي |

| 4 ديسمبر 2016 | الشرقية | 0–3            | الإنتاج الحربي                                                                                                  | استاد بنها                                                                                   |
| 14:45         |         | [ تقرير] تقرير | أحمد مجدي 32' (بالقدم اليمنى) · وليد حسن 90' (بالقدم اليمنى) · صلاح أمين 90+5' (بالقدم اليمنى) · محمود فتح الله | الحكم: طارق سامي الحكام المساعدون: رمضان هنداوي ، علاء عبد الباسط الحكم الرابع: حسين إسماعيل |

| 4 ديسمبر 2016 | إنبي                           | 1–1            | بتروجيت                       | استاد بتروسبورت                                                                   |
| 14:45         | صلاح عاشور 26' (بالقدم اليمنى) | [ تقرير] تقرير | وائل فراج 72' (بالقدم اليمنى) | الحكم: محمد سلامة الحكام المساعدون: هاني مطر ، أحمد عطية الحكم الرابع: مجدي متولي |

| 4 ديسمبر 2016 | المصري                                                                                        | 3–1            | أسوان                         | استاد حرس الحدود                                                                       |
| 17:00         | أحمد منصور 16' (بالقدم اليسرى) · أحمد جمعة 59' (بالقدم اليسرى) · هيرمان كواو 90+3' (ضربة رأس) | [ تقرير] تقرير | جيروم ويا 84' (بالقدم اليمنى) | الحكم: أحمد الغندور الحكام المساعدون: إسلام أبو العز ، خالد زكي الحكم الرابع: علي طلبة |

| 4 ديسمبر 2016 | الأهلي                      | 1–0            | مصر للمقاصة                       | استاد السلام                                                                                     |
| 20:00         | عبد الله السعيد 22' (ركلة.) | [ تقرير] تقرير | حسين الشحات 21'، 86' · أحمد الشيخ | الحكم: إبراهيم نور الدين الحكام المساعدون: سمير جمال ، هاني عبد الفتاح الحكم الرابع: رمضان محمود |

| 5 ديسمبر 2016 | المقاولون العرب              | 1–0            | طنطا | استاد المقاولون العرب                                            |
| 14:45         | محمد فضل 26' (بالقدم اليمنى) | [ تقرير] تقرير |      | الحكم: هشام عبد الحميد الحكام المساعدون: حسن يوسف ، حسن عبد الله |

| 5 ديسمبر 2016 | الإسماعيلي                       | 1–1            | وادي دجلة                     | استاد الإسماعيلية                                         |
| 17:00         | حسني عبد ربه 86' (بالقدم اليمنى) | [ تقرير] تقرير | محمد هلال 18' (بالقدم اليمنى) | الحكم: محمود البنا الحكام المساعدون: هاني مطر ، أحمد عطية |

| 5 ديسمبر 2016 | النصر للتعدين | 0–2            | طلائع الجيش                                               | استاد أسوان                                                  |
| 19:30         |               | [ تقرير] تقرير | معتمد محسن 50' (ضربة رأس) · محمد أشرف 76' (بالقدم اليمنى) | الحكم: أشرف رشاد الحكام المساعدون: إسلام أبو العز ، خالد زكي |

## الأسبوع الرابع عشر
| 8 ديسمبر 2016 | الاتحاد السكندري | 0–0      | إنبي | استاد الجيش ببرج العرب                                                                  |
| 14:45         | محمد عادل        | [ تقرير] |      | الحكم: محمد حسن الحكام المساعدون: محمد عبد القادر ، أيمن العقاد الحكم الرابع: شريف مهنا |

| 8 ديسمبر 2016 | أسوان | 0–0      | الزمالك | استاد أسوان                                                                                        |
| 17:30         |       | [ تقرير] |         | الحكم: سمير محمود عثمان الحكام المساعدون: أحمد توفيق طلب ، هاني خيري الحكم الرابع: عبد الصبور محمد |

| 8 ديسمبر 2016 | الأهلي                         | 1–0      | سموحة                  | استاد السلام                                                                                   |
| 20:30         | سعد سمير 90+3' (بالقدم اليسرى) | [ تقرير] | باتريك مالو 86'، 90+5' | الحكم: محمد الحنفي الحكام المساعدون: تحسين أبو السادات ، أحمد حسام طه الحكم الرابع: محمود ناجي |

| 9 ديسمبر 2016 | طلائع الجيش                                                                           | 2–2      | الشرقية                                                   | استاد جهاز الرياضة                                                                  |
| 15:00         | نيكولاس داو 33' (بالقدم اليسرى) · أحمد عيد عبد الملك 84' (ركلة.) · عاصم صلاح 74'، 75' | [ تقرير] | كينيث أكيتشوكو 11' (بالقدم اليمنى) · حسام حسن 77' (ركلة.) | الحكم: أمين عمر الحكام المساعدون: رجب محمد ، علي الوكيل الحكم الرابع: عصام التلواني |

| 9 ديسمبر 2016 | بتروجيت                      | 1–2      | المصري                                              | استاد حرس الحدود                                                                          |
| 17:30         | جيمس تيدي 6' (بالقدم اليمنى) | [ تقرير] | أحمد موسى 54' (ضربة رأس) · أحمد جمعة 67' (ضربة رأس) | الحكم: محمد فاروق الحكام المساعدون: ضياء السكران ، هاني العراقي الحكم الرابع: حسام الجلاد |

| 9 ديسمبر 2016 | الإنتاج الحربي                  | 1–2      | مصر للمقاصة                                        | استاد السلام                                                                                     |
| 20:00         | أوميد أوكري 34' (بالقدم اليمنى) | [ تقرير] | نانا بوكو 19' (بالقدم اليمنى)، 84' (بالقدم اليمنى) | الحكم: إبراهيم محجوب الحكام المساعدون: هشام إبراهيم ، محمد الحاج الحكم الرابع: عبد الحميد سليمان |

| 10 ديسمبر 2016 | طنطا                   | 1–1      | النصر للتعدين             | نادي طنطا                                                                             |
| 14:45          | محمود شاكر 70' (ركلة.) | [ تقرير] | باتريك أدو 57' (ضربة رأس) | الحكم: محمد علي شطا الحكام المساعدون: طه عطا ، أحمد لطفي الحكم الرابع: محمد أبو المجد |

| 10 ديسمبر 2016 | الداخلية                                                                             | 2–2      | الإسماعيلي                                                | استاد كلية الشرطة                                                                 |
| 17:00          | بنجامين أشيمبونج 63' (بالقدم اليمنى) · مينيسو بوبا 78' (ضربة رأس) · إسلام عبد النعيم | [ تقرير] | باهر المحمدي 7' (ضربة رأس) · محمد أبو المجد 90+4' (ركلة.) | الحكم: جهاد جريشة الحكام المساعدون: نور سعيد ، خالد حسين الحكم الرابع: أحمد حسونة |

| 10 ديسمبر 2016 | وادي دجلة            | 1–2      | المقاولون العرب                                           | استاد القاهرة                                                                            |
| 19:30          | محمد سمير 84' (ه.ذ.) | [ تقرير] | أحمد الشيمي 71' (بالقدم اليمنى) · محمد ناجي 90+6' (ركلة.) | الحكم: نادر قمر الدولة الحكام المساعدون: وائل مصطفى ، أحمد شاهين الحكم الرابع: بدوي حسين |

## الأسبوع الخامس عشر
| 12 ديسمبر 2016 | إنبي | 0–0      | الأهلي | استاد بتروسبورت                                                                              |
| 18:00          |      | [ تقرير] |        | الحكم: محمود البنا الحكام المساعدون: محمد عبد المجيد ، يوسف البساطي الحكم الرابع: سامح فاروق |

| 13 ديسمبر 2016 | مصر للمقاصة                         | 1–0      | طلائع الجيش                 | استاد الفيوم                                                                           |
| 14:45          | أحمد عبد الظاهر 72' (بالقدم اليمنى) | [ تقرير] | أحمد عيد عبد الملك 82'، 82' | الحكم: عوض سعفان الحكام المساعدون: أحمد أبو زيد ، شهاب راشد الحكم الرابع: طارق إبراهيم |

| 13 ديسمبر 2016 | سموحة                       | 1–1      | الإنتاج الحربي                  | استاد الجيش ببرج العرب                                                             |
| 14:45          | بانو دياوارا 88' (ضربة رأس) | [ تقرير] | أوميد أوكري 86' (بالقدم اليسرى) | الحكم: محمود عاشور الحكام المساعدون: عادل ماهر ، محمد عزازي الحكم الرابع: عوض شولح |

| 13 ديسمبر 2016 | المصري                        | 1–0      | الاتحاد السكندري | استاد الجيش ببرج العرب                                                                   |
| 17:45          | أحمد جمعة 68' (بالقدم اليمنى) | [ تقرير] |                  | الحكم: محمد الحنفي الحكام المساعدون: أيمن دجيش ، عادل أبو الفتوح الحكم الرابع: محمد بشير |

| 13 ديسمبر 2016 | الزمالك              | 1–0      | بتروجيت | استاد بتروسبورت                                                                                |
| 20:30          | كريم طارق 61' (ه.ذ.) | [ تقرير] |         | الحكم: محمد معروف الحكام المساعدون: تحسين أبو السادات ، شريف عبد الله الحكم الرابع: عمرو رمضان |

| 14 ديسمبر 2016 | المقاولون العرب                                                    | 2–2      | الداخلية                                                              | استاد المقاولون العرب                                                               |
| 14:45          | عبد الرحمن خالد 1' (بالقدم اليمنى) · إسلام فؤاد 5' (بالقدم اليمنى) | [ تقرير] | إسلام عبد النعيم 29' (بالقدم اليسرى) · مصطفى محمد 87' (بالقدم اليمنى) | الحكم: أمين عمر الحكام المساعدون: مصطفى حسين ، هشام طلب الحكم الرابع: حسن السندبيسي |

| 14 ديسمبر 2016 | الشرقية                                                                              | 2–3      | النصر للتعدين                                                                  | استاد بنها                                                                        |
| 14:45          | علي عفيفي 41' (بالقدم اليمنى) · محمود خالد 88' (بالقدم اليسرى) · معتصم سالم 50'، 90' | [ تقرير] | حمادة جلال 18' (بالقدم اليمنى)، 90+3' (بالقدم اليمنى) · هيثم مصطفى 50' (ركلة.) | الحكم: جهاد جريشة الحكام المساعدون: أحمد حلمي ، مدحت عودة الحكم الرابع: هاني أمين |

| 14 ديسمبر 2016 | الإسماعيلي | 5–0      | أسوان | استاد الإسماعيلية                                                                       |
| 17:00          | باهر المحمدي 10' (ضربة رأس) · محمد أبو المجد 22' (بالقدم اليمنى) · إبراهيم حسن 56' (بالقدم اليمنى)، 79' (بالقدم اليسرى) · توريك جبرين 90' (بالقدم اليمنى) | [ تقرير] |       | الحكم: محمود بسيوني الحكام المساعدون: سامح مصطفى ، تامر رشاد الحكم الرابع: محمد الشناوي |

| 14 ديسمبر 2016 | وادي دجلة | 0–2      | طنطا                                                                                   | استاد القاهرة                                                                       |
| 19:30          |           | [ تقرير] | أحمد عبد القادر 20' (ضربة رأس) · إيريك جوزيف 60' (بالقدم اليسرى) · محمود غالي 62'، 70' | الحكم: أحمد العدوي الحكام المساعدون: محمد لطفي ، خالد السيد الحكم الرابع: محمد بشير |

## الأسبوع السادس عشر
| 17 ديسمبر 2016 | طلائع الجيش              | 1–0      | سموحة | استاد جهاز الرياضة                                                                      |
| 14:45          | عاصم صلاح 65' (ركلة حرة) | [ تقرير] |       | الحكم: سمير محمود عثمان الحكام المساعدون: محمود عامر ، سيد نافع الحكم الرابع: أحمد مقبل |

| 17 ديسمبر 2016 | الإنتاج الحربي             | 1–1      | إنبي                            | استاد السلام                                                                                      |
| 17:00          | محمود فتح الله 56' (ركلة.) | [ تقرير] | محمد بسيوني 39' (بالقدم اليمنى) | الحكم: محمد عادل الحكام المساعدون: محمد فاروق ، محمد عبد العظيم (الفيوم) الحكم الرابع: إسلام صابر |

| 17 ديسمبر 2016 | الاتحاد السكندري   | 0–2      | الزمالك                                             | استاد الجيش ببرج العرب                                                                   |
| 20:00          | محمد عطوة 31'، 67' | [ تقرير] | إبراهيم صلاح 50' (ضربة رأس) · باسم مرسي 68' (ركلة.) | الحكم: محمود البنا الحكام المساعدون: ضياء السكران ، أحمد حسام الحكم الرابع: سيد عبد الله |

| 18 ديسمبر 2016 | الداخلية | 0–0      | وادي دجلة | استاد كلية الشرطة                                                                                   |
| 14:45          |          | [ تقرير] |           | الحكم: أحمد حمدي الحكام المساعدون: أحمد ساهر ، محمد عبد العظيم (المنوفية) الحكم الرابع: عصام هنداوي |

| 18 ديسمبر 2016 | الشرقية              | 0–1      | طنطا                                  | استاد بنها                                                                               |
| 14:45          | أحمد صالح 45+2'، 75' | [ تقرير] | محمد مرسي 27' (ضربة رأس) · محمود شاكر | الحكم: محمد فاروق الحكام المساعدون: أيمن دجيش ، أسامة عبد اللطيف الحكم الرابع: أحمد فهيم |

| 18 ديسمبر 2016 | بتروجيت                       | 1–1      | الإسماعيلي                    | استاد الجيش بالسويس                                                                     |
| 17:00          | جيمس تيدي 87' (بالقدم اليمنى) | [ تقرير] | شكري نجيب 57' (بالقدم اليمنى) | الحكم: محمود عاشور الحكام المساعدون: محمد حسن ، أحمد صلاح الحكم الرابع: محمد محمود سالم |

| 18 ديسمبر 2016 | الأهلي                                                                                | 3–1      | المصري                   | استاد الجيش ببرج العرب                                                                           |
| 20:00          | مروان محسن 3' (بالقدم اليسرى) · سعد سمير 48' (ضربة رأس) · عبد الله السعيد 90' (ركلة.) | [ تقرير] | أحمد سالم 81' (ضربة رأس) | الحكم: جهاد جريشة الحكام المساعدون: تحسين أبو السادات ، عبد الفتاح عريشة الحكم الرابع: طارق سامي |

| 19 ديسمبر 2016 | النصر للتعدين | 0–4      | مصر للمقاصة | استاد أسوان                                                                               |
| 15:00          |               | [ تقرير] | باولن فوافي 16' (بالقدم اليسرى)، 36' (بالقدم اليسرى) · أحمد الشيخ 90' (بالقدم اليسرى) · إيريك تراوري 90+5' (بالقدم اليسرى) · أحمد الشيخ | الحكم: أسامة العارف الحكام المساعدون: كريم مهيا ، ياسر هاشم الحكم الرابع: محمد سعيد رشوان |

| 19 ديسمبر 2016 | أسوان                        | 1–0      | المقاولون العرب | استاد أسوان                                                                           |
| 19:00          | محمد جبر 34' (بالقدم اليمنى) | [ تقرير] |                 | الحكم: محمد الصباحي الحكام المساعدون: سامي هلهل ، هيثم رمضان الحكم الرابع: طلعت السيد |

الفترة من 20 ديسمبر إلى 25 ديسمبر للمؤجلات وكأس مصر.

## الأسبوع السابع عشر
| 27 ديسمبر 2016 | سموحة                                                      | 2–1      | النصر للتعدين           | استاد حرس الحدود                                                                               |
| 17:00          | إسلام محارب 64' (بالقدم اليسرى) · محمود سيد 87' (ضربة رأس) | [ تقرير] | أحمد مدبولي 90' (ركلة.) | الحكم: إبراهيم نور الدين الحكام المساعدون: أحمد نوفل ، أسامة السيد الحكم الرابع: محمد السعداوي |

| 27 ديسمبر 2016 | إنبي                                          | 2–0      | طلائع الجيش                    | استاد بتروسبورت                                                                       |
| 19:30          | عمرو مرعي 74' (ضربة رأس)، 82' (بالقدم اليمنى) | [ تقرير] | عبد اللطيف البهداري 90'، 90+3' | الحكم: محمود بسيوني الحكام المساعدون: أحمد الكيال ، أحمد جوهر الحكم الرابع: أحمد جمال |

| 28 ديسمبر 2016 | طنطا        | 0–1      | الداخلية                        | نادي طنطا                                                                                       |
| 14:45          | محمود مسعود | [ تقرير] | مينيسو بوبا 22' (بالقدم اليمنى) | الحكم: محمد معروف الحكام المساعدون: محمود أبو الرجال ، محمد محمود لطفي الحكم الرابع: أمير السيد |

| 28 ديسمبر 2016 | وادي دجلة                                           | 2–0      | أسوان | استاد القاهرة                                                                                |
| 17:00          | صامويل أفوم 27' (بالقدم اليمنى) · إبراهيما نداي 32' | [ تقرير] |       | الحكم: سعيد حمزة الحكام المساعدون: خالد رمضان ، أحمد عبد السميع الحكم الرابع: خليفة عبد الله |

| 28 ديسمبر 2016 | المقاولون العرب            | 1–0      | بتروجيت | استاد المقاولون العرب                                                                              |
| 19:30          | رامي محمد عادل 81' (ركلة.) | [ تقرير] |         | الحكم: سمير محمود عثمان الحكام المساعدون: أحمد فوزي ، محمد صلاح عبد الفتاح الحكم الرابع: عاطف حسين |

| 29 ديسمبر 2016 | الزمالك | 0–2      | الأهلي                                                      | استاد بتروسبورت                                                                        |
| 19:00          |         | [ تقرير] | مؤمن زكريا 22' (بالقدم اليمنى) · جونيور أجاي 90' (ضربة رأس) | الحكم: فيكتور كاساي الحكام المساعدون: جابور إيروس ، جورجى رينج الحكم الرابع: آدم فاركس |

| 30 ديسمبر 2016 | مصر للمقاصة                                                            | 2–1      | الشرقية              | استاد الفيوم                                                                      |
| 14:45          | أحمد عبد الظاهر 23' (بالقدم اليسرى) · إيريك تراوري 34' (بالقدم اليسرى) | [ تقرير] | حسام حسن 61' (ركلة.) | الحكم: شريف رشوان الحكام المساعدون: خالد حمزة ، هشام محمود الحكم الرابع: ناصر مطر |

| 30 ديسمبر 2016 | المصري                                                   | 2–1      | الإنتاج الحربي             | استاد الجيش ببرج العرب                                                                       |
| 17:00          | فريد شوقي 10' (بالقدم اليمنى) · أحمد جمعة 82' (ضربة رأس) | [ تقرير] | محمود فتح الله 75' (ركلة.) | الحكم: أحمد الغندور الحكام المساعدون: شريف التباع ، محمود عبد السميع الحكم الرابع: تامر جمعة |

| 30 ديسمبر 2016 | الإسماعيلي                         | 1–1      | الاتحاد السكندري                                  | استاد الإسماعيلية                                                                      |
| 19:30          | محمد أبو المجد 11' (بالقدم اليمنى) | [ تقرير] | حسن طارق 46' (بالقدم اليمنى) · محمود فرج 32'، 68' | الحكم: محمود البنا الحكام المساعدون: كارم محمود ، ممدوح مصطفى الحكم الرابع: مبروك نبيل |

في الفترة من 1 يناير 2017 إلى 5 فبراير 2017 معسكر المنتخب الوطني الأول استعدادًا لكأس الأمم الأفريقية الجابون 2017 (الفترة من 14 يناير 2017 إلى 5 فبراير 2017).
يوم الجمعة 10 فبراير 2017 بطولة كأس السوبر المصري بين بطل الدوري (الأهلي) وبطل الكأس (الزمالك)
في الفترة من 10 فبراير 2017 إلى 12 فبراير 2017 الدور التمهيدي الأول لبطولات الأندية الأفريقية.

## الأسبوع الثامن عشر
| 13 فبراير 2017 | طنطا | 0–0      | مصر للمقاصة | نادي طنطا                                                                            |
| 14:30          |      | [ تقرير] |             | الحكم: محمد عادل الحكام المساعدون: هاني العراقي ، أحمد الفار الحكم الرابع: محمد فهمي |

| 13 فبراير 2017 | الداخلية                       | 1–1      | أسوان                           | استاد كلية الشرطة                                                                     |
| 17:00          | مصطفى محمد 71' (بالقدم اليمنى) | [ تقرير] | إسلام الفار 65' (بالقدم اليمنى) | الحكم: أمين عمر الحكام المساعدون: أحمد حلمي ، أسامة عبد اللطيف الحكم الرابع: يحيى فضل |

| 13 فبراير 2017 | وادي دجلة | 0–0      | بتروجيت | استاد القاهرة                                                                      |
| 17:00          |           | [ تقرير] |         | الحكم: محمد حسن الحكام المساعدون: وائل شعبان ، محمد خلف الحكم الرابع: سيد عبد الله |

| 13 فبراير 2017 | المقاولون العرب | 0–1      | الاتحاد السكندري               | استاد المقاولون العرب                                                                    |
| 19:30          |                 | [ تقرير] | كابونجو كاسونجو 68' (ضربة رأس) | الحكم: إبراهيم نور الدين الحكام المساعدون: سامي هلهل ، أحمد لطفي الحكم الرابع: أحمد مقبل |

| 14 فبراير 2017 | سموحة                                                           | 2–0      | الشرقية | استاد الجيش ببرج العرب                                                                |
| 14:30          | أحمد رؤوف 46' (بالقدم اليمنى) · إسلام محارب 66' (بالقدم اليسرى) | [ تقرير] |         | الحكم: محمد معروف الحكام المساعدون: أيمن دجيش ، ضياء السكران الحكم الرابع: عصام محمود |

| 14 فبراير 2017 | المصري | مؤجلة    | طلائع الجيش | استاد الجيش ببرج العرب |
| 17:30          |        | [ تقرير] |             |                        |

| 14 فبراير 2017 | إنبي                           | 1–1      | النصر للتعدين                       | استاد بتروسبورت                                                                          |
| 19:45          | صلاح عاشور 20' (بالقدم اليمنى) | [ تقرير] | عبد الله الشحات 24' (بالقدم اليمنى) | الحكم: أحمد حمدي الحكام المساعدون: محمد عبد القادر ، محمود عامر الحكم الرابع: محمد الديب |

| 15 فبراير 2017 | الإسماعيلي | 0–0      | الأهلي | استاد الجيش بالسويس                                                                         |
| 17:00          |            | [ تقرير] |        | الحكم: محمود البنا الحكام المساعدون: أحمد حسام طه ، هاني عبد الفتاح الحكم الرابع: طارق سامي |

| 15 فبراير 2017 | الزمالك                   | 1–2      | الإنتاج الحربي                                           | استاد بتروسبورت                                                                                     |
| 20:00          | حسام سلامة 44' (ضربة رأس) | [ تقرير] | أوميد أوكري 22' (بالقدم اليسرى) · طارق طه 34' (ركلة حرة) | الحكم: سمير محمود عثمان الحكام المساعدون: تحسين أبو السادات ، هاني خيري الحكم الرابع: إبراهيم محجوب |

في الفترة من 17 فبراير 2017 إلى 19 فبراير 2017 بطولة كأس السوبر الأفريقي.

## الأسبوع التاسع عشر
| 17 فبراير 2017 | أسوان                         | 1–1      | طنطا                            | استاد أسوان                                                                                            |
| 15:00          | جيروم ويا 60' (بالقدم اليمنى) | [ تقرير] | دينيس تيتيه 27' (بالقدم اليمنى) | الحكم: محمد أبو خاطر الحكام المساعدون: أحمد نوفل ، محمد عبد العظيم (المنوفية) الحكم الرابع: محمود رشدي |

| 17 فبراير 2017 | بتروجيت                               | 1–0      | الداخلية | استاد السويس الجديد                                                                   |
| 17:30          | وائل فراج 14' (ضربة رأس) · أسامة محمد | [ تقرير] |          | الحكم: محمود بسيوني الحكام المساعدون: عمر فتحي ، وائل عاطف الحكم الرابع: أحمد إبراهيم |

| 18 فبراير 2017 | الشرقية | 0–1      | إنبي                         | استاد بنها                                                                              |
| 14:30          |         | [ تقرير] | محمد حمدي زكي 13' (ضربة رأس) | الحكم: هشام عبد الحميد الحكام المساعدون: أحمد ساهر ، أحمد رشدي الحكم الرابع: أيمن منصور |

| 18 فبراير 2017 | النصر للتعدين | مؤجلة    | المصري | استاد الجيش ببرج العرب |
| 14:30          |               | [ تقرير] |        |                        |

| 18 فبراير 2017 | الاتحاد السكندري | 0–1      | وادي دجلة                      | استاد الجيش ببرج العرب                                                                 |
| 17:30          |                  | [ تقرير] | عرفة السيد 68' (بالقدم اليمنى) | الحكم: أحمد الغندور الحكام المساعدون: رجب محمد ، محمد السيد الحكم الرابع: محمد إبراهيم |

| 18 فبراير 2017 | الإنتاج الحربي             | 1–1      | الإسماعيلي                       | استاد السلام                                                                            |
| 19:45          | أوميد أوكري 60' (ضربة رأس) | [ تقرير] | حسني عبد ربه 35' (بالقدم اليمنى) | الحكم: إبراهيم نور الدين الحكام المساعدون: أحمد صلاح ، أحمد عطية الحكم الرابع: عباس حسن |

| 19 فبراير 2017 | مصر للمقاصة                                                                   | 3–4      | سموحة | استاد الفيوم                                                                            |
| 14:30          | باولن فوافي 34' (بالقدم اليسرى) · أحمد الشيخ 44' (ركلة.)، 74' (بالقدم اليسرى) | [ تقرير] | أحمد رؤوف 22' (بالقدم اليمنى)، 48' (بالقدم اليمنى) · أحمد حسن 69' (بالقدم اليسرى) · محمود سيد 90' (بالقدم اليسرى) | الحكم: عوض سعفان الحكام المساعدون: هشام الدسوقي ، محمود رضا الحكم الرابع: محمد الشرقاوي |

| 19 فبراير 2017 | الأهلي                                                    | 2–0      | المقاولون العرب | استاد السلام                                                                                |
| 17:00          | عماد متعب 75' (ضربة رأس) · مؤمن زكريا 79' (بالقدم اليمنى) | [ تقرير] |                 | الحكم: محمد الحنفي الحكام المساعدون: محمود أبو الرجال ، سمير جمال الحكم الرابع: رمضان محمود |

| 20 فبراير 2017 | طلائع الجيش                                      | 2–3      | الزمالك                                                                              | استاد 30 يونيو                                                                               |
| 19:00          | عاصم صلاح 13' (ركلة.) · محمد أشرف 78' (ركلة حرة) | [ تقرير] | أيمن حفني 18' (بالقدم اليسرى)، 29' (بالقدم اليسرى) · ستانلي أوهاويتشي 54' (ضربة رأس) | الحكم: محمد الصباحي الحكام المساعدون: محمد عبد المجيد ، يوسف البساطي الحكم الرابع: محمد صابر |

## الأسبوع العشرون
| 23 فبراير 2017 | طنطا                                                 | 2–0      | سموحة | نادي طنطا                                                                                      |
| 14:30          | محمود غالي 24' (ضربة رأس) · محمود شاكر 90+5' (ركلة.) | [ تقرير] |       | الحكم: سمير محمود عثمان الحكام المساعدون: إسلام أبو العز ، محمد عزازي الحكم الرابع: أمير السيد |

| 23 فبراير 2017 | أسوان                | 1–1      | بتروجيت                   | استاد أسوان                                                                          |
| 17:00          | حمدي فتحي 90' (ه.ذ.) | [ تقرير] | محمد رمضان 30' (ركلة حرة) | الحكم: محمد معروف الحكام المساعدون: ضياء السكران ، محمد حسن الحكم الرابع: عاطف العفي |

| 23 فبراير 2017 | وادي دجلة | 0–1      | الأهلي                   | استاد بتروسبورت                                                                               |
| 20:00          |           | [ تقرير] | عمرو جمال 80' (ضربة رأس) | الحكم: محمد فاروق الحكام المساعدون: أحمد توفيق طلب ، وائل مصطفى الحكم الرابع: وليد عبد العزيز |

| 24 فبراير 2017 | المصري                                     | 1–0      | الشرقية | استاد الجيش ببرج العرب                                                                       |
| 15:00          | أحمد شكري 57' (ركلة.) · أحمد سالم 60'، 79' | [ تقرير] |         | الحكم: أحمد العدوي الحكام المساعدون: تحسين أبو السادات ، هاني خيري الحكم الرابع: هشام الفلال |

| 24 فبراير 2017 | الزمالك                                                           | 2–0      | النصر للتعدين | استاد بتروسبورت                                                                              |
| 18:30          | مصطفى فتحي 32' (بالقدم اليسرى) · حسام سلامة 90+2' (بالقدم اليسرى) | [ تقرير] |               | الحكم: أمين عمر الحكام المساعدون: إبراهيم عبد الوهاب ، خالد حمزة الحكم الرابع: صبحي العمراوي |

| 25 فبراير 2017 | الداخلية                  | 1–2      | الاتحاد السكندري                                           | استاد كلية الشرطة                                                                          |
| 14:30          | أحمد سمير فرج 53' (ركلة.) | [ تقرير] | كابونجو كاسونجو 23' (ركلة.) · خالد قمر 29' (بالقدم اليمنى) | الحكم: محمود البنا الحكام المساعدون: أحمد حسام طه ، أسامة السيد الحكم الرابع: قطب الأمشيطي |

| 25 فبراير 2017 | الإسماعيلي                | 1–1      | طلائع الجيش                        | استاد الإسماعيلية                                                                           |
| 17:00          | محمود المتولي 50' (ركلة.) | [ تقرير] | إسلام جمال محمد 7' (بالقدم اليسرى) | الحكم: جهاد جريشة الحكام المساعدون: محمد محمود لطفي ، أشرف متولي الحكم الرابع: صبري إبراهيم |

| 25 فبراير 2017 | المقاولون العرب         | 1–0      | الإنتاج الحربي | استاد المقاولون العرب                                                                         |
| 17:00          | عمر جمال 45' (ركلة حرة) | [ تقرير] |                | الحكم: محمود عاشور الحكام المساعدون: أحمد سيد عبد الرازق ، كريم مهيا الحكم الرابع: ممدوح صلاح |

| 25 فبراير 2017 | إنبي                                                                                           | 3–3      | مصر للمقاصة                                                                                    | استاد بتروسبورت                                                                            |
| 19:30          | لاما كولين 18' (بالقدم اليمنى) · رامي صبري 79' (بالقدم اليمنى) · صلاح محسن 81' (بالقدم اليمنى) | [ تقرير] | باولن فوافي 9' (بالقدم اليسرى) · إيريك تراوري 57' (ضربة رأس) · جون أنطوي 90+3' (بالقدم اليمنى) | الحكم: سعيد حمزة الحكام المساعدون: إكرامي سالم ، محمود عبد السميع الحكم الرابع: محمد عمارة |

في الفترة من 24 فبراير 2017 إلى 26 فبراير 2017 الدور التمهيدي الثاني لبطولات الأندية الأفريقية.
في الفترة من 26 فبراير 2017 إلى 16 مارس 2017 للمؤجلات وكأس مصر.
في الفترة من 17 مارس 2017 إلى 19 مارس 2017 بطولات الأندية الأفريقية.

## الأسبوع الحادي والعشرون
| 2 مارس 2017                                          | سموحة                                                       | 2–2      | إنبي                                                            | استاد حرس الحدود                                                                               |
| 17:00                                                | محمود عبد العزيز 63' (بالقدم اليمنى) · عمرو مرعي 66' (ه.ذ.) | [ تقرير] | رامي صبري 45+4' (بالقدم اليمنى) · عمرو مرعي 54' (بالقدم اليمنى) | الحكم: محمد فاروق الحكام المساعدون: ضياء السكران ، محمود أبو الرجال الحكم الرابع: أحمد العزاوي |
| ملاحظة: تم تعديل موعد المباراة من 23 مارس إلى 2 مارس |                                                             |          |                                                                 |                                                                                                |

| 17 مارس 2017 | بتروجيت                                                           | 2–0      | طنطا | استاد السويس الجديد                                                                       |
| 15:00        | مصطفى شبيطة 75' (بالقدم اليسرى) · فيكتور أومو 78' (بالقدم اليسرى) | [ تقرير] |      | الحكم: محمد الصباحي الحكام المساعدون: سمير جمال ، أحمد توفيق طلب الحكم الرابع: ممدوح أحمد |

| 17 مارس 2017 | الاتحاد السكندري                                                                              | 3–3      | أسوان                                                                                       | استاد الجيش ببرج العرب                                                                           |
| 17:30        | خالد قمر 11' (بالقدم اليمنى) · خالد متولي 43' (بالقدم اليمنى) · محمد عادل 78' (بالقدم اليمنى) | [ تقرير] | حمادة السيد 50' (ضربة رأس) · السيد الشبراوي 73' (بالقدم اليمنى) · جون أوتاكا 87' (ضربة رأس) | الحكم: محمد فاروق الحكام المساعدون: كارم محمود ، شريف عبد الله الحكم الرابع: محمد محمود عبد الله |

| 17 مارس 2017 | طلائع الجيش                                    | 1–1      | المقاولون العرب              | استاد جهاز الرياضة                                                                           |
| 20:00        | عاصم صلاح 90+5' (ركلة.) · فرانك ستيفن 27'، 50' | [ تقرير] | أحمد علي كامل 83' (ضربة رأس) | الحكم: نادر قمر الدولة الحكام المساعدون: يعاونه سامي هلهل ، صالح محمد الحكم الرابع: عباس حسن |

| 18 مارس 2017 | النصر للتعدين                  | 1–5      | الإسماعيلي | استاد أسوان                                                                                              |
| 15:00        | حمادة جلال 18' (بالقدم اليمنى) | [ تقرير] | دييغو كالديرون كايسيدو 22' (بالقدم اليمنى)، 34' (بالقدم اليمنى) · حسني عبد ربه 26' (بالقدم اليمنى) · كريم أحمد 76' (بالقدم اليمنى)، 90+3' (ضربة رأس) | الحكم: محمد علي شطا الحكام المساعدون: تامر رشاد ، محمد عبد العظيم (الفيوم) الحكم الرابع: عبد الصبور محمد |

| 18 مارس 2017 | الإنتاج الحربي                            | 1–5      | وادي دجلة | استاد السلام                                                                           |
| 17:00        | عمر السعيد 58' (ضربة رأس) · أحمد سعيد 40' | [ تقرير] | عرفة السيد 16' (ضربة رأس) · محمود علاء 42' (ركلة.)، 44' (ضربة رأس) · إبراهيما نداي 53' (بالقدم اليسرى) · يوسف إبراهيم 85' (بالقدم اليسرى) | الحكم: أمين عمر الحكام المساعدون: مصطفى عطية ، محمد علي الحكم الرابع: أسامة عبد العزيز |

| 23 مارس 2017 | الشرقية | مؤجلة | الزمالك | استاد الجيش بالسويس |

| 23 مارس 2017                                          | مصر للمقاصة | 4–2      | المصري                                                | استاد الجيش ببرج العرب                                                                            |
| 18:00                                                 | إيريك تراوري 15' (ضربة رأس)، 56' (بالقدم اليمنى) · أحمد داوودا 73' (بالقدم اليمنى) · جون أنطوي 86' (بالقدم اليمنى) | [ تقرير] | رجب نبيل 17' (ه.ذ.) · هيرمان كواو 68' (بالقدم اليمنى) | الحكم: سمير محمود عثمان الحكام المساعدون: أيمن دجيش ، تحسين أبو السادات الحكم الرابع: إكرامي علاء |
| ملاحظة: تم تعديل موعد المباراة من 24 مارس إلى 23 مارس | |          |                                                       |                                                                                                   |

| 23 مارس 2017 | الأهلي | مؤجلة | الداخلية | استاد السلام |

## الأسبوع الثاني والعشرون
| 6 أبريل 2017                                                                          | طنطا                            | 1–1      | إنبي                                                   | نادي طنطا                                                                               |
| 15:00                                                                                 | مارتينيز 16' (ركلة.) · مارتينيز | [ تقرير] | دينيس تيتيه 88' (بالقدم اليسرى) · محمود مسعود 17'، 55' | الحكم: محمود بسيوني الحكام المساعدون: مصطفى حسين ، محمود رضا الحكم الرابع: بدوي إبراهيم |
| ملاحظة: تم تعديل موعد المباراة من 26 مارس إلى 14 أبريل ثم إلى 13 أبريل ثم إلى 6 أبريل |                                 |          |                                                        |                                                                                         |

| 14 أبريل 2017                                          | الإسماعيلي                                                                            | 3–0      | الشرقية | استاد الإسماعيلية                                                                              |
| 17:00                                                  | حسني عبد ربه 5' (بالقدم اليسرى)، 56' (بالقدم اليسرى) · إبراهيم حسن 9' (بالقدم اليسرى) | [ تقرير] |         | الحكم: محمود بسيوني الحكام المساعدون: شريف عبد الله ، أسامة عبد اللطيف الحكم الرابع: أشرف مسعد |
| ملاحظة: تم تعديل موعد المباراة من 26 مارس إلى 14 أبريل |                                                                                       |          |         |                                                                                                |

| 14 أبريل 2017                                          | وادي دجلة | 0–1      | طلائع الجيش           | استاد القاهرة                                                                         |
| 20:00                                                  |           | [ تقرير] | عاصم صلاح 57' (ركلة.) | الحكم: محمود البنا الحكام المساعدون: هشام إبراهيم ، محمد عزازي الحكم الرابع: حازم نصر |
| ملاحظة: تم تعديل موعد المباراة من 26 مارس إلى 14 أبريل |           |          |                       |                                                                                       |

| 15 أبريل 2017                                          | بتروجيت | 0–1      | الاتحاد السكندري          | استاد السويس الجديد                                                                               |
| 17:00                                                  |         | [ تقرير] | محمد السيد 18' (ضربة رأس) | الحكم: سمير محمود عثمان الحكام المساعدون: هشام الدسوقي ، حسن عبد الله الحكم الرابع: عصام التلواني |
| ملاحظة: تم تعديل موعد المباراة من 26 مارس إلى 15 أبريل |         |          |                           |                                                                                                   |

| 16 أبريل 2017                                          | الداخلية                                                                                                | 3–0      | الإنتاج الحربي | استاد كلية الشرطة                                                                         |
| 15:00                                                  | عبد العزيز السيد 12' (بالقدم اليسرى) · بنجامين أشيمبونج 57' (بالقدم اليسرى) · مصطفى محمد 81' (ضربة رأس) | [ تقرير] |                | الحكم: محمد حسن الحكام المساعدون: أحمد توفيق طلب ، كريم مهيا الحكم الرابع: محمد علاء هاشم |
| ملاحظة: تم تعديل موعد المباراة من 26 مارس إلى 16 أبريل | |          |                |                                                                                           |

| 16 أبريل 2017                                          | المقاولون العرب                                                  | 2–1      | النصر للتعدين                         | استاد المقاولون العرب                                                                    |
| 17:00                                                  | عمر جمال 78' (بالقدم اليمنى) · أحمد علي كامل 83' (بالقدم اليسرى) | [ تقرير] | عبد العزيز إمام 90+5' (بالقدم اليمنى) | الحكم: مبروك نبيل الحكام المساعدون: وائل شعبان ، كارم محمود الحكم الرابع: خليفة عبد الله |
| ملاحظة: تم تعديل موعد المباراة من 26 مارس إلى 16 أبريل |                                                                  |          |                                       |                                                                                          |

| 16 أبريل 2017                                                          | الزمالك | 0–2[1]   | مصر للمقاصة | استاد بتروسبورت                                                                                     |
| 19:00                                                                  |         | [ تقرير] |             | الحكم: محمد فاروق الحكام المساعدون: تحسين أبو السادات ، محمود أبو الرجال الحكم الرابع: محمد علي شطا |
| ملاحظة: تم تعديل موعد المباراة من 27 مارس إلى 15 أبريل ثم إلى 16 أبريل |         |          |             | |

| 16 أبريل 2017                                          | أسوان | 0–2      | الأهلي                                                        | استاد أسوان                                                                          |
| 21:15                                                  |       | [ تقرير] | محمد جابر 7' (بالقدم اليمنى) · سليمان كوليبالي 11' (ضربة رأس) | الحكم: محمد الصباحي الحكام المساعدون: أحمد نوفل ، سامي هلهل الحكم الرابع: محمد هنادي |
| ملاحظة: تم تعديل موعد المباراة من 27 مارس إلى 16 أبريل |       |          |                                                               |                                                                                      |

| | المصري | مؤجلة    | سموحة | استاد الجيش ببرج العرب |
| |        | [ تقرير] |       |                        |
| ملاحظة: كانت من المفترض أن تلعب المباراة يوم 27 مارس 2017 في الساعة الثالثة إلا ربع عصرًا ، ولكن تم تأجيل المباراة. |        |          |       |                        |

## الأسبوع الثالث والعشرون
| 31 مارس 2017                                          | الشرقية                         | 1–0      | المقاولون العرب | استاد بنها                                                                             |
| 15:30                                                 | يحيى تراوري 83' (بالقدم اليمنى) | [ تقرير] |                 | الحكم: محمد أبو خاطر الحكام المساعدون: محمود عامر ، محمد فاروق الحكم الرابع: محمد نهاد |
| ملاحظة: تم تعديل موعد المباراة من 2 أبريل إلى 31 مارس |                                 |          |                 |                                                                                        |

| 31 مارس 2017 | الإنتاج الحربي             | 1–1      | أسوان                       | استاد السلام                                                                                   |
| 18:00        | محمود فتح الله 23' (ركلة.) | [ تقرير] | معاذ الحناوي 57' (ضربة رأس) | الحكم: سمير محمود عثمان الحكام المساعدون: أشرف متولي ، علاء عبد الباسط الحكم الرابع: مجدي خاطر |

| 31 مارس 2017 | النصر للتعدين                                                  | 2–1      | وادي دجلة                          | استاد أسوان                                                                               |
| 20:15        | رمضان ربيع 70' (بالقدم اليمنى) · عبد الله الشحات 90+3' (ركلة.) | [ تقرير] | محمد شريف محمد 20' (بالقدم اليمنى) | الحكم: عبد العزيز السيد الحكام المساعدون: طه عطا ، ممدوح مصطفى الحكم الرابع: عدنان الشريف |

| 1 أبريل 2017 | سموحة                                                          | 2–0      | الزمالك    | استاد الجيش ببرج العرب                                                                    |
| 17:00        | أحمد حسن 33' (بالقدم اليسرى) · أحمد نبيل 45+1' (بالقدم اليمنى) | [ تقرير] | مصطفى فتحي | الحكم: محمد الحنفي الحكام المساعدون: سمير جمال ، محمد محمود لطفي الحكم الرابع: محمد سلامة |

| 2 أبريل 2017 | الاتحاد السكندري          | 1–0      | طنطا | استاد حرس الحدود                                                                   |
| 15:00        | محمد السيد 90' (ضربة رأس) | [ تقرير] |      | الحكم: عوض سعفان الحكام المساعدون: أحمد نوفل ، رضا جبر الحكم الرابع: محمد السعداوي |

| 2 أبريل 2017 | مصر للمقاصة                                                                                                | 3–2      | الإسماعيلي                                              | استاد الفيوم                                                                    |
| 17:00        | أحمد الشيخ 27' (بالقدم اليسرى)، 44' (بالقدم اليمنى) · إيريك تراوري 40' (بالقدم اليمنى) · رجب نبيل 18'، 51' | [ تقرير] | دييغو 32' (بالقدم اليمنى) · عماد إبراهيم 65' (ضربة رأس) | الحكم: محمد عادل الحكام المساعدون: وائل مصطفى ، أحمد بكر الحكم الرابع: عماد عطا |

| 2 أبريل 2017 | إنبي | 0–2      | المصري                                                       | استاد حرس الحدود                                                                                |
| 19:30        |      | [ تقرير] | أحمد شكري 6' (بالقدم اليسرى) · أحمد جمعة 60' (بالقدم اليمنى) | الحكم: محمد الصباحي الحكام المساعدون: محمود أبو الرجال ، أحمد الفار الحكم الرابع: أحمد النعناعي |

| 5 أبريل 2017                                          | طلائع الجيش                   | 1–1      | الداخلية                        | استاد جهاز الرياضة                                                                         |
| 15:00                                                 | حسن سيد 45+1' (بالقدم اليمنى) | [ تقرير] | مينيسو بوبا 27' (بالقدم اليسرى) | الحكم: إبراهيم نور الدين الحكام المساعدون: إيهاب فخري ، عادل ماهر الحكم الرابع: عرفة عرفات |
| ملاحظة: تم تعديل موعد المباراة من 31 مارس إلى 5 أبريل |                               |          |                                 |                                                                                            |

| 6 أبريل 2017                                          | الأهلي                                                                | 2–0      | بتروجيت | استاد السلام                                                                                 |
| 19:00                                                 | سليمان كوليبالي 40' (بالقدم اليسرى) · وليد سليمان 78' (بالقدم اليمنى) | [ تقرير] |         | الحكم: محمد معروف الحكام المساعدون: أيمن دجيش ، أحمد توفيق طلب الحكم الرابع: محمد عبد الحافظ |
| ملاحظة: تم تعديل موعد المباراة من 1 أبريل إلى 6 أبريل |                                                                       |          |         |                                                                                              |

في الفترة من 7 أبريل 2017 إلى 9 أبريل 2017 بطولات الأندية الأفريقية.

## الأسبوع الرابع والعشرون
| 9 أبريل 2017                                          | الداخلية | 0–1      | النصر للتعدين                  | استاد كلية الشرطة                                                                     |
| 15:00                                                 |          | [ تقرير] | حمادة جلال 22' (بالقدم اليمنى) | الحكم: محمد الحنفي الحكام المساعدون: أحمد لطفي ، أيمن العقاد الحكم الرابع: أحمد حسونة |
| ملاحظة: تم تعديل موعد المباراة من 7 أبريل إلى 9 أبريل |          |          |                                |                                                                                       |

| 9 أبريل 2017                                          | وادي دجلة                                                     | 2–0      | الشرقية | استاد القاهرة                                                                              |
| 17:30                                                 | عمر مرموش 12' (بالقدم اليمنى) · محمد هلال 52' (بالقدم اليمنى) | [ تقرير] |         | الحكم: هشام عبد الحميد الحكام المساعدون: أحمد التلاوي ، أحمد حلمي الحكم الرابع: أحمد سلامة |
| ملاحظة: تم تعديل موعد المباراة من 7 أبريل إلى 9 أبريل |                                                               |          |         |                                                                                            |

| 9 أبريل 2017                                          | المقاولون العرب | 0–2      | مصر للمقاصة                                        | استاد المقاولون العرب                                                                   |
| 20:00                                                 |                 | [ تقرير] | أحمد الشيخ 45+1' (ركلة.) · حسين الشحات 79' (ركلة.) | الحكم: أمين عمر الحكام المساعدون: عادل أبوالفتوح ، مصطفى حسن الحكم الرابع: طارق إبراهيم |
| ملاحظة: تم تعديل موعد المباراة من 7 أبريل إلى 9 أبريل |                 |          |                                                    |                                                                                         |

| 10 أبريل 2017                                          | أسوان                              | 1–0      | طلائع الجيش | استاد أسوان                                                                         |
| 16:00                                                  | مصطفى البدري 90+5' (بالقدم اليسرى) | [ تقرير] |             | الحكم: محمد فاروق الحكام المساعدون: أحمد حسام طه ، رجب محمد الحكم الرابع: جلال أحمد |
| ملاحظة: تم تعديل موعد المباراة من 8 أبريل إلى 10 أبريل |                                    |          |             |                                                                                     |

| 10 أبريل 2017                                           | الزمالك | 0–2      | إنبي                                                                | استاد بتروسبورت                                                                                  |
| 19:00                                                   |         | [ تقرير] | محمود قاعود 32' (بالقدم اليمنى) · محمد حمدي زكي 69' (بالقدم اليمنى) | الحكم: محمد معروف الحكام المساعدون: عبد الفتاح عريشة ، محمد عبد المجيد الحكم الرابع: محمود دسوقي |
| ملاحظة: تم تعديل موعد المباراة من 13 أبريل إلى 10 أبريل |         |          |                                                                     |                                                                                                  |

| 11 أبريل 2017                                          | بتروجيت                                     | 1–1      | الإنتاج الحربي                  | استاد السويس الجديد                                                                           |
| 15:00                                                  | حمدي فتحي 44' (بالقدم اليسرى) · فيكتور أومو | [ تقرير] | أوميد أوكري 57' (بالقدم اليسرى) | الحكم: نادر قمر الدولة الحكام المساعدون: محمد حسن ، شريف التباع الحكم الرابع: عمرو عبد الفتاح |
| ملاحظة: تم تعديل موعد المباراة من 8 أبريل إلى 11 أبريل |                                             |          |                                 |                                                                                               |

| 11 أبريل 2017                                           | الاتحاد السكندري | 0–1      | الأهلي                             | استاد الجيش ببرج العرب                                                                            |
| 18:00                                                   |                  | [ تقرير] | عمرو السولية 45+1' (بالقدم اليمنى) | الحكم: إبراهيم نور الدين الحكام المساعدون: هاني عبد الفتاح ، هاني خيري الحكم الرابع: عمرو الشناوي |
| ملاحظة: تم تعديل موعد المباراة من 13 أبريل إلى 11 أبريل |                  |          |                                    |                                                                                                   |

|                                                                                                   | طنطا | مؤجلة    | المصري | استاد حرس الحدود |
|                                                                                                   |      | [ تقرير] |        |                  |
| ملاحظة: تم تعديل موعد المباراة من 14 أبريل إلى 19 أبريل في الساعة الثالثة ، ثم تم تأجيل المباراة. |      |          |        |                  |

| | الإسماعيلي | مؤجلة    | سموحة | استاد الإسماعيلية |
| |            | [ تقرير] |       |                   |
| ملاحظة: تم تعديل موعد المباراة من 14 أبريل إلى 19 أبريل في الساعة الخامسة والنصف ، ثم تم تأجيل المباراة. |            |          |       |                   |

في يومي 18 أبريل و19 أبريل 2017 بطولات الأندية الأفريقية.

## الأسبوع الخامس والعشرون
| 22 أبريل 2017 | الشرقية                                                        | 2–0      | الداخلية | استاد بنها                                                                              |
| 15:30         | كينيث أكيتشوكو 25' (بالقدم اليمنى) · حسام حسن 90+5' (ركلة حرة) | [ تقرير] |          | الحكم: جهاد جريشة الحكام المساعدون: عبد الفتاح عريشة ، عمر فتحي الحكم الرابع: محمد بشير |

| 22 أبريل 2017 | النصر للتعدين | 0–1      | أسوان                                | استاد أسوان                                                                                     |
| 17:45         |               | [ تقرير] | عبد الرزاق سيسيه 32' (بالقدم اليسرى) | الحكم: إبراهيم نور الدين الحكام المساعدون: محمد عبد المجيد ، تامر رشاد الحكم الرابع: عاطف العفي |

| 22 أبريل 2017 | مصر للمقاصة | 0–1      | وادي دجلة                    | استاد الفيوم                                                                       |
| 20:00         | حسين الشحات | [ تقرير] | إبراهيما نداي 66' (ضربة رأس) | الحكم: أحمد الغندور الحكام المساعدون: أحمد ساهر ، سيد نافع الحكم الرابع: محمد حسان |

| 23 أبريل 2017 | طلائع الجيش | 0–1      | بتروجيت                       | استاد جهاز الرياضة                                                                         |
| 15:45         |             | [ تقرير] | شيميليس بيكيلي 16' (ضربة رأس) | الحكم: وليد عبد الرازق الحكام المساعدون: أحمد رشدي ، أحمد شاهين الحكم الرابع: أحمد إبراهيم |

| 23 أبريل 2017 | سموحة                                                                                  | 3–3      | المقاولون العرب                                                                   | استاد حرس الحدود                                                                                 |
| 15:45         | أحمد رؤوف 7' (بالقدم اليمنى) · أحمد نبيل 22' (بالقدم اليمنى) · أحمد حسن 60' (ركلة حرة) | [ تقرير] | محمد ناجي 15' (بالقدم اليمنى) · رامي عادل 86' (ركلة.) · أحمد علي 90+1' (ضربة رأس) | الحكم: صبري إبراهيم الحكام المساعدون: وائل مصطفى ، أحمد الكيال الحكم الرابع: محمد سعيد أبو المجد |

| 23 أبريل 2017 | إنبي | 0–0      | الإسماعيلي         | استاد بتروسبورت                                                                          |
| 17:45         |      | [ تقرير] | محمد فتحي 16'، 89' | الحكم: هشام عبد الحميد الحكام المساعدون: إكرامي سالم ، محمود عامر الحكم الرابع: عباس حسن |

| 23 أبريل 2017 | الإنتاج الحربي                                                  | 2–2      | الاتحاد السكندري                                          | استاد السلام                                                                             |
| 20:00         | محمود فتح الله 59' (ركلة حرة) · أوميد أوكري 85' (بالقدم اليسرى) | [ تقرير] | محمد ناجي 16' (بالقدم اليمنى) · محمد السيد 71' (ضربة رأس) | الحكم: محمد فاروق الحكام المساعدون: عدي سالم ، محمود عبد السميع الحكم الرابع: علي الكيكي |

| 24 أبريل 2017 | المصري | 0–1      | الزمالك                      | استاد الجيش ببرج العرب                                                                             |
| 17:00         |        | [ تقرير] | شيكابالا 10' (بالقدم اليمنى) | الحكم: سمير محمود عثمان الحكام المساعدون: تحسين أبو السادات ، ضياء السكران الحكم الرابع: طارق سامي |

| 24 أبريل 2017 | الأهلي                              | 1–0      | طنطا | استاد السلام                                                                             |
| 20:00         | سليمان كوليبالي 36' (بالقدم اليسرى) | [ تقرير] |      | الحكم: محمد الحنفي الحكام المساعدون: أيمن دجيش ، محمد محمود لطفي الحكم الرابع: ياسر فوزي |

## الأسبوع السادس والعشرون
| 26 أبريل 2017 | الداخلية                             | 1–2      | مصر للمقاصة                                           | استاد كلية الشرطة                                                                     |
| 15:45         | بنجامين أشيمبونج 54' (بالقدم اليسرى) | [ تقرير] | جون أنطوي 36' (ضربة رأس) · حسين الشحات 80' (ركلة حرة) | الحكم: محمد الصباحي الحكام المساعدون: أحمد الفار ، معتز مصطفى الحكم الرابع: علاء حسين |

| 26 أبريل 2017 | الاتحاد السكندري                                                                    | 3–2      | طلائع الجيش                                                       | استاد الجيش ببرج العرب                                                                   |
| 18:00         | محمد ناجي 8' (بالقدم اليمنى) · أحمد الألفي 51' (بالقدم اليسرى)، 59' (بالقدم اليمنى) | [ تقرير] | محمود البدري 19' (ضربة رأس) · عمرو عبد الفتاح 27' (بالقدم اليمنى) | الحكم: محمد عادل الحكام المساعدون: أحمد التلاوي ، محمد السيد الحكم الرابع: أحمد النعناعي |

| 26 أبريل 2017 | أسوان      | 1–1      | الشرقية                          | استاد أسوان                                                                      |
| 20:15         | أوتاكا 52' | [ تقرير] | إسلام أبو سليمة 45+1' (ضربة رأس) | الحكم: محمود البنا الحكام المساعدون: محمد حسن ، محمد خلف الحكم الرابع: نادر جمعة |

| 27 أبريل 2017 | بتروجيت | 0–1      | النصر للتعدين                       | استاد السويس الجديد                                                                              |
| 15:45         |         | [ تقرير] | عبد العزيز إمام 48' (بالقدم اليمنى) | الحكم: وليد عبد العزيز الحكام المساعدون: هاني العراقي ، أحمد أبو زيد الحكم الرابع: أحمد النعناعي |

| 27 أبريل 2017 | وادي دجلة                                                      | 2–2      | سموحة                                                        | استاد القاهرة                                                                       |
| 18:00         | حسام عرفات 51' (بالقدم اليمنى) · محمد أنور 74' (بالقدم اليمنى) | [ تقرير] | حسام حسن 20' (ضربة رأس)، 72' (بالقدم اليمنى) · أيمن أشرف 56' | الحكم: محمد معروف الحكام المساعدون: أحمد صلاح ، أحمد عطية الحكم الرابع: رمضان محمود |

| 27 أبريل 2017 | المقاولون العرب | 0–0      | إنبي | استاد المقاولون العرب                                                              |
| 20:15         |                 | [ تقرير] |      | الحكم: محمد سلامة الحكام المساعدون: علي الوكيل ، أحمد بكر الحكم الرابع: عصام محمود |

| 28 أبريل 2017 | طنطا | 0–0      | الزمالك | استاد غزل المحلة                                                                          |
| 16:00         |      | [ تقرير] |         | الحكم: عوض سعفان الحكام المساعدون: محمود أبو الرجال ، أحمد لطفي الحكم الرابع: أحمد الدليل |

| 28 أبريل 2017 | الإسماعيلي                                               | 2–1      | المصري                   | استاد حرس الحدود                                                                          |
| 18:30         | محمود المتولي 45+4' (ركلة.) · محمد هاشم 90+3' (ضربة رأس) | [ تقرير] | محمود المتولي 78' (ه.ذ.) | الحكم: أمين عمر الحكام المساعدون: يوسف البساطي ، إسلام أبو العز الحكم الرابع: محمود مغربي |

| 30 أبريل 2017                                           | الأهلي                                  | 1–1      | الإنتاج الحربي             | استاد السلام                                                                             |
| 19:00                                                   | جونيور أجاي 51' · حسام عاشور 19'، 90+6' | [ تقرير] | أوميد أوكري 47' (ضربة رأس) | الحكم: محمود عاشور الحكام المساعدون: سمير جمال ، هاني عبد الفتاح الحكم الرابع: عمرو جلال |
| ملاحظة: تم تعديل موعد المباراة من 28 أبريل إلى 30 أبريل |                                         |          |                            |                                                                                          |

## الأسبوع السابع والعشرون
| 2 مايو 2017 | الشرقية | 0–0      | بتروجيت | استاد بنها                                                                        |
| 15:45       |         | [ تقرير] |         | الحكم: سعيد حمزة الحكام المساعدون: أسامة السيد ، نور سعيد الحكم الرابع: علاء حافظ |

| 2 مايو 2017 | مصر للمقاصة                                                         | 2–0      | أسوان | استاد الفيوم                                                                            |
| 15:45       | جون أنطوي 28' (بالقدم اليمنى) · أحمد عبد الظاهر 38' (بالقدم اليمنى) | [ تقرير] |       | الحكم: عبد العزيز السيد الحكام المساعدون: سيد حسن ، هيثم رمضان الحكم الرابع: محمد فاروق |

| 2 مايو 2017 | النصر للتعدين                                               | 2–0      | الاتحاد السكندري   | استاد أسوان                                                                          |
| 18:00       | هيثم مصطفى 60' (ركلة.) · عبد القادر فال 78' (بالقدم اليمنى) | [ تقرير] | نور السيد 73'، 74' | الحكم: محمد علي شطا الحكام المساعدون: هشام طلب ، علاء مصطفى الحكم الرابع: طلعت السيد |

| 3 مايو 2017 | سموحة                                                        | 2–2      | الداخلية                                                                         | استاد الجيش ببرج العرب                                                                     |
| 15:45       | حسام حسن 45+2' (ضربة رأس) · بانو دياوارا 68' (بالقدم اليمنى) | [ تقرير] | بنجامين أشيمبونج 28' (بالقدم اليمنى)، 51' (بالقدم اليسرى) · أحمد صابر 41'، 90+3' | الحكم: محمود البنا الحكام المساعدون: طه عطا ، محمد صلاح عبد الفتاح الحكم الرابع: أشرف ربيع |

| 3 مايو 2017 | الزمالك | 0–0      | الإسماعيلي | استاد بتروسبورت                                                                            |
| 18:30       |         | [ تقرير] |            | الحكم: محمد الحنفي الحكام المساعدون: أيمن دجيش ، عبد الفتاح عريشة الحكم الرابع: أحمد السيد |

| 3 مايو 2017 | المصري                          | 1–1      | المقاولون العرب         | استاد الجيش ببرج العرب                                                                      |
| 21:00       | محمد الشامي 68' (بالقدم اليمنى) | [ تقرير] | محمد ناجي 3' (ضربة رأس) | الحكم: أحمد الغندور الحكام المساعدون: حازم أبو الوفا ، رجب محمد الحكم الرابع: حسن السندبيسي |

| 4 مايو 2017 | الإنتاج الحربي                                                                           | 3–0      | طنطا | استاد السلام                                                                            |
| 16:30       | شهاب الدين أحمد 60' (بالقدم اليمنى) · صلاح أمين 77' (بالقدم اليمنى)، 84' (بالقدم اليمنى) | [ تقرير] |      | الحكم: محمد الصباحي الحكام المساعدون: أحمد حسام طه ، خالد السيد الحكم الرابع: محمد نهاد |

| 4 مايو 2017                                         | طلائع الجيش               | 1–2      | الأهلي                                                        | استاد الجيش بالسويس                                                                              |
| 19:00                                               | معتمد محسن 57' (ضربة رأس) | [ تقرير] | عبد الله السعيد 25' (ركلة.) · محمد جابر 90+4' (بالقدم اليسرى) | الحكم: إبراهيم نور الدين الحكام المساعدون: أحمد توفيق طلب ، محمود رضا الحكم الرابع: سيد عبد الله |
| ملاحظة: تم تعديل موعد المباراة من 2 مايو إلى 4 مايو |                           |          |                                                               |                                                                                                  |

| 4 مايو 2017 | إنبي                      | 1–1      | وادي دجلة                       | استاد بتروسبورت                                                                         |
| 21:15       | صلاح عاشور 80' (ضربة رأس) | [ تقرير] | يوسف إبراهيم 6' (بالقدم اليسرى) | الحكم: أحمد العدوي الحكام المساعدون: شريف التباع ، إيهاب فخري الحكم الرابع: عزمي الصباح |

## الأسبوع الثامن والعشرون
| 6 مايو 2017 | بتروجيت              | 1–0      | مصر للمقاصة | استاد السويس الجديد                                                                       |
| 17:30       | أحمد سامي 61' (ه.ذ.) | [ تقرير] |             | الحكم: أمين عمر الحكام المساعدون: عادل أبو الفتوح ، ياسر هاشم الحكم الرابع: محمد السعداوي |

| 7 مايو 2017 | طنطا | 0–1      | الإسماعيلي                  | نادي طنطا                                                                            |
| 15:45       |      | [ تقرير] | محمود المتولي 90+7' (ركلة.) | الحكم: محمد أبو خاطر الحكام المساعدون: أحمد مصطفى ، حسين يوسف الحكم الرابع: سيد حودة |

| 7 مايو 2017 | أسوان                                                       | 2–0      | سموحة | استاد أسوان                                                                                     |
| 18:00       | حسام جلال 45+2' (ضربة مقصية) · محمد رزق 58' (بالقدم اليمنى) | [ تقرير] |       | الحكم: سمير محمود عثمان الحكام المساعدون: ضياء السكران ، وائل مصطفى الحكم الرابع: سيد محمد أحمد |

| 7 مايو 2017 | المقاولون العرب                | 1–2      | الزمالك                                                      | استاد بتروسبورت                                                                           |
| 21:00 | محمد فاروق 73' (بالقدم اليمنى) | [ تقرير] | أحمد رفعت 28' (ركلة.) · ستانلي أوهاويتشي 75' (بالقدم اليمنى) | الحكم: محمد معروف الحكام المساعدون: محمود أبو الرجال ، سامي هلهل الحكم الرابع: محمود ناجي |
| ملاحظة: تم تعديل ملعب المباراة من استاد المقاولون العرب إلى استاد السلام ثم إلى استاد بتروسبورت ؛ بناءً على اتفاق الناديين. |                                |          |                                                              |                                                                                           |

| 8 مايو 2017 | الداخلية                        | 1–0      | إنبي | استاد كلية الشرطة                                                                        |
| 15:45       | عبد الرحمن رمضان 81' (ضربة رأس) | [ تقرير] |      | الحكم: محمد فاروق الحكام المساعدون: محمد عبد المجيد ، مصطفى حسين الحكم الرابع: عمرو سامي |

| 8 مايو 2017 | الاتحاد السكندري               | 1–0      | الشرقية | استاد الجيش ببرج العرب                                                                 |
| 15:45       | كابونجو كاسونجو 87' (ضربة رأس) | [ تقرير] |         | الحكم: أحمد حمدي الحكام المساعدون: شهاب راشد ، رمضان هنداوي الحكم الرابع: مصطفى القفاص |

| 8 مايو 2017                                         | الأهلي | 4–0      | النصر للتعدين | استاد السلام                                                                               |
| 18:15                                               | عبد الله السعيد 33' (بالقدم اليمنى)، 51' (بالقدم اليمنى)، 69' (ضربة رأس) · سليمان كوليبالي 61' (ضربة رأس) | [ تقرير] |               | الحكم: محمد عادل الحكام المساعدون: أحمد التلاوي ، شريف عبد الله الحكم الرابع: أحمد العباسي |
| ملاحظة: تم تعديل موعد المباراة من 6 مايو إلى 8 مايو | |          |               |                                                                                            |

| 8 مايو 2017 | وادي دجلة | 0–1      | المصري                    | استاد الجيش ببرج العرب                                                               |
| 20:30       |           | [ تقرير] | إسلام صلاح 22' (ضربة رأس) | الحكم: محمود البنا الحكام المساعدون: أحمد ساهر ، أحمد نوفل الحكم الرابع: رمضان محمود |

| 9 مايو 2017                                         | الإنتاج الحربي | 0–1      | طلائع الجيش          | استاد السلام                                                                              |
| 19:00                                               |                | [ تقرير] | شريف أشرف 77' (ه.ذ.) | الحكم: محمود بسيوني الحكام المساعدون: هاني خيري ، محمد أبو العزايم الحكم الرابع: شريف حسن |
| ملاحظة: تم تعديل موعد المباراة من 8 مايو إلى 9 مايو |                |          |                      |                                                                                           |

في الفترة من 12 مايو 2017 إلى 14 مايو 2017 بطولات الأندية الأفريقية.

## الأسبوع التاسع والعشرون
| 17 مايو 2017                                          | الشرقية                  | 1–1      | الأهلي                  | استاد السلام                                                                              |
| 19:00                                                 | فادي فريد 81' (ضربة رأس) | [ تقرير] | سعد سمير 45' (ضربة رأس) | الحكم: محمود بسيوني الحكام المساعدون: أحمد حسام طه ، يوسف البساطي الحكم الرابع: أحمد صالح |
| ملاحظة: تم تغيير موعد المباراة من 18 مايو إلى 17 مايو |                          |          |                         |                                                                                           |

| 18 مايو 2017 | المصري                                                 | 2–1      | الداخلية                                        | استاد الجيش ببرج العرب                                                                      |
| 15:30        | عبد الله جمعة 13' (ركلة.) · محمد الشامي 61' (ضربة رأس) | [ تقرير] | بنجامين أشيمبونج 39' (ضربة رأس) · أحمد سمير فرج | الحكم: هشام عبد الحميد الحكام المساعدون: هاني عبد الفتاح ، عمر فتحي الحكم الرابع: رامي مدحت |

| 18 مايو 2017 | سموحة                           | 1–0      | بتروجيت | استاد الجيش ببرج العرب                                                                    |
| 18:30        | إسلام محارب 63' (بالقدم اليسرى) | [ تقرير] |         | الحكم: سامح فاروق الحكام المساعدون: حسن عبد الله ، إكرامي سالم الحكم الرابع: حسين إسماعيل |

| 18 مايو 2017 | الزمالك                                                                 | 2–1      | وادي دجلة                 | استاد بتروسبورت                                                                                |
| 21:00        | ستانلي أوهاويتشي 37' (بالقدم اليمنى) · محمد إبراهيم 71' (بالقدم اليمنى) | [ تقرير] | عرفة السيد 47' (ضربة رأس) | الحكم: محمد الصباحي الحكام المساعدون: سمير جمال ، أحمد توفيق طلب الحكم الرابع: محمد عبد الحافظ |

| 19 مايو 2017 | الإسماعيلي               | 1–1      | المقاولون العرب           | استاد الإسماعيلية                                                                              |
| 17:00        | كريم أحمد 57' (ضربة رأس) | [ تقرير] | كريم مصطفى 72' (ضربة رأس) | الحكم: إبراهيم نور الدين الحكام المساعدون: أيمن دجيش ، محمد فاروق الحكم الرابع: محمود الشرقاوي |

| 19 مايو 2017 | النصر للتعدين  | 0–3      | الإنتاج الحربي                                                                         | استاد أسوان                                                                    |
| 19:30        | عبد القادر فال | [ تقرير] | أوميد أوكري 30' (بالقدم اليمنى)، 90+5' (بالقدم اليسرى) · صلاح أمين 61' (بالقدم اليسرى) | الحكم: أمين عمر الحكام المساعدون: أحمد بكر ، محمد الحاج الحكم الرابع: عصام بكر |

| 20 مايو 2017 | مصر للمقاصة                     | 1–3      | الاتحاد السكندري                                                                    | استاد الفيوم                                                                         |
| 15:45        | جون أنطوي 90+3' (بالقدم اليمنى) | [ تقرير] | كابونجو كاسونجو 28' (بالقدم اليمنى)، 61' (بالقدم اليسرى) · محمد عطوة 72' (ضربة رأس) | الحكم: محمود عاشور الحكام المساعدون: أشرف متولي ، مدحت عودة الحكم الرابع: محمد عمارة |

| 20 مايو 2017 | إنبي                                                                                 | 3–0      | أسوان | استاد بتروسبورت                                                                          |
| 18:00        | عمرو مرعي 16' (ضربة رأس) · محمد بسيوني 50' (بالقدم اليمنى) · مارتينيز 84' (ركلة حرة) | [ تقرير] |       | الحكم: عوض سعفان الحكام المساعدون: تحسين أبو السادات ، مصطفى حسن الحكم الرابع: عاطف حسين |

| 20 مايو 2017 | طلائع الجيش                  | 1–1      | طنطا                       | استاد جهاز الرياضة                                                                                                 |
| 20:30        | محمد رزق 23' (بالقدم اليمنى) | [ تقرير] | إيريك جوزيف 40' (ضربة رأس) | الحكم: محمد الحنفي الحكام المساعدون: عبد الفتاح عريشة ، علاء عبد الباسط الحكم الرابع: عمرو عبد الفتاح (الإسكندرية) |

في يومي 23 مايو و24 مايو 2017 بطولات الأندية الأفريقية.

## الأسبوع الثلاثون
| 24 مايو 2017                                          | طنطا                              | 1–3      | المقاولون العرب                                                                   | نادي طنطا                                                                                    |
| 15:45                                                 | دينيس تيتيه 90+1' (بالقدم اليمنى) | [ تقرير] | أحمد علي 9' (بالقدم اليسرى)، 14' (بالقدم اليمنى) · محمد فاروق 86' (بالقدم اليمنى) | الحكم: سمير محمود عثمان الحكام المساعدون: ضياء السكران ، أحمد صلاح الحكم الرابع: محمد البدري |
| ملاحظة: تم تعديل موعد المباراة من 27 مايو إلى 24 مايو |                                   |          |                                                                                   |                                                                                              |

| 24 مايو 2017                                          | طلائع الجيش                                            | 2–2      | النصر للتعدين                                              | استاد جهاز الرياضة                                                                            |
| 18:00                                                 | معتمد محسن 36' (ضربة رأس) · عاصم صلاح 90+3' (ضربة رأس) | [ تقرير] | رمضان ربيع 29' (ضربة مقصية) · إيزي كريستيان 57' (ركلة حرة) | الحكم: محمد الصباحي الحكام المساعدون: وائل مصطفى ، إسلام أبو العز الحكم الرابع: ياسر عبد الحق |
| ملاحظة: تم تعديل موعد المباراة من 27 مايو إلى 24 مايو |                                                        |          |                                                            |                                                                                               |

| 24 مايو 2017                                          | الإنتاج الحربي | 0–0      | الشرقية | استاد السلام                                                                                     |
| 20:00                                                 |                | [ تقرير] |         | الحكم: إبراهيم نور الدين الحكام المساعدون: أحمد الفار ، محمود عبد السميع الحكم الرابع: عماد حمدي |
| ملاحظة: تم تعديل موعد المباراة من 27 مايو إلى 24 مايو |                |          |         |                                                                                                  |

| 25 مايو 2017                                          | بتروجيت | 0–0      | إنبي | استاد السويس الجديد                                                               |
| 17:00                                                 |         | [ تقرير] |      | الحكم: هشام الفلال الحكام المساعدون: محمد علي ، وائل شعبان الحكم الرابع: عباس حسن |
| ملاحظة: تم تعديل موعد المباراة من 28 مايو إلى 25 مايو |         |          |      |                                                                                   |

| 25 مايو 2017                                          | وادي دجلة          | 0–0      | الإسماعيلي            | استاد القاهرة                                                                                  |
| 19:30                                                 | محمد عادل 24'، 89' | [ تقرير] | دافيد أوفي 33'، 90+3' | الحكم: محمد عادل الحكام المساعدون: محمد حسن ، محمد محمود لطفي الحكم الرابع: إسماعيل عبد القادر |
| ملاحظة: تم تعديل موعد المباراة من 27 مايو إلى 25 مايو |                    |          |                       |                                                                                                |

| 26 مايو 2017                                          | أسوان                    | 1–2      | المصري                                                      | استاد الجيش ببرج العرب                                                           |
| 18:00                                                 | معاذ الحناوي 48' (ركلة.) | [ تقرير] | إسلام صلاح 53' (ضربة رأس) · محمد الشامي 63' (بالقدم اليمنى) | الحكم: محمد الحنفي الحكام المساعدون: كارم محمود ، عدي عيد الحكم الرابع: ناصر مطر |
| ملاحظة: تم تعديل موعد المباراة من 29 مايو إلى 26 مايو |                          |          |                                                             |                                                                                  |

| 28 مايو 2017 | الداخلية                                                                                       | 3–4      | الزمالك | استاد بتروسبورت                                                                    |
| 22:00        | بنجامين أشيمبونج 41' (بالقدم اليمنى) · أحمد سمير 48' (بالقدم اليسرى) · محمود منصور 62' (ركلة.) | [ تقرير] | ستانلي أوهاويتشي 36' (بالقدم اليمنى) · علي جبر 57' (ضربة رأس) · صلاح عاطف 89' (ضربة رأس) · أحمد رفعت 90+1' (بالقدم اليمنى) | الحكم: أمين عمر الحكام المساعدون: هاني خيري ، محمد عزازي الحكم الرابع: أحمد الدليل |

| 29 مايو 2017 | الاتحاد السكندري | 0–1      | سموحة                           | استاد الجيش ببرج العرب                                                                            |
| 22:00        |                  | [ تقرير] | إسلام محارب 45' (بالقدم اليسرى) | الحكم: أسامة العارف الحكام المساعدون: طه عطا ، محمد عبد العظيم (الفيوم) الحكم الرابع: أيمن النجار |

| 29 مايو 2017 | مصر للمقاصة                                            | 2–2      | الأهلي                                                            | استاد الجيش بالسويس                                                                        |
| 22:00        | أحمد الشيخ 71' (ركلة.) · جون أنطوي 74' (بالقدم اليمنى) | [ تقرير] | جونيور أجاي 23' (بالقدم اليمنى) · وليد سليمان 62' (بالقدم اليسرى) | الحكم: محمد فاروق الحكام المساعدون: سمير جمال ، محمد عبد المجيد الحكم الرابع: محمد علي شطا |

الأسابيع المتبقية تم تحديدها بعد تحديد الفرق المنافسة والفرق المهددة بالهبوط لإقامة مبارياتهم في توقيت واحد خلال شهر رمضان تحقيقًا لمبدأ تكافؤ الفرص ..

## الأسبوع الحادي والثلاثون
| 15 يونيو 2017 | الإسماعيلي                                                                                                 | 3–0      | الداخلية | استاد الإسماعيلية                                                                               |
| 22:00         | كريم أحمد 52' (بالقدم اليمنى) · وجيه عبد الحكيم 66' (بالقدم اليمنى) · دييغو كالديرون 90+2' (بالقدم اليسرى) | [ تقرير] |          | الحكم: محمد معروف الحكام المساعدون: تحسين أبو السادات ، محمود رضا الحكم الرابع: أشرف عبد الواحد |

| 15 يونيو 2017 | الزمالك                      | 1–0      | أسوان | استاد بتروسبورت                                                                           |
| 22:00         | شيكابالا 90' (بالقدم اليسرى) | [ تقرير] |       | الحكم: سمير محمود عثمان الحكام المساعدون: أيمن دجيش ، سمير جمال الحكم الرابع: رمضان محمود |

| 15 يونيو 2017 | الشرقية | 0–0      | طلائع الجيش | استاد بنها                                                                                    |
| 22:00         |         | [ تقرير] |             | الحكم: محمد فاروق الحكام المساعدون: أحمد توفيق طلب ، يوسف البساطي الحكم الرابع: حسام الجرايحي |

| 15 يونيو 2017 | النصر للتعدين | 0–1      | طنطا                            | استاد أسوان                                                                                     |
| 22:00         |               | [ تقرير] | إيريك جوزيف 88' (بالقدم اليسرى) | الحكم: محمود البنا الحكام المساعدون: محمد عبد المجيد ، هاني عبد الفتاح الحكم الرابع: محمد هنادي |

| 16 يونيو 2017 | سموحة                                                    | 2–4      | الأهلي | استاد الجيش ببرج العرب                                                                     |
| 22:00         | إسلام محارب 25' (بالقدم اليمنى) · السيد فريد 77' (ركلة.) | [ تقرير] | صالح جمعة 16' (بالقدم اليمنى)، 69' (بالقدم اليمنى) · مؤمن زكريا 33' (بالقدم اليسرى) · رامي ربيعة 89' (ضربة رأس) | الحكم: محمود عاشور الحكام المساعدون: أحمد حسام طه ، أحمد التلاوي الحكم الرابع: رؤوف الحوشي |

| 16 يونيو 2017 | مصر للمقاصة                                                     | 2–1      | الإنتاج الحربي                  | استاد الفيوم                                                                                    |
| 22:00         | باولن فوافي 71' (بالقدم اليسرى) · جون أنطوي 82' (بالقدم اليسرى) | [ تقرير] | أوميد أوكري 19' (بالقدم اليسرى) | الحكم: نادر قمر الدولة الحكام المساعدون: أسامة عبد اللطيف ، مصطفى عطية الحكم الرابع: محمد مصطفى |

| 17 يونيو 2017 | المصري                   | 1–0      | بتروجيت | استاد الجيش ببرج العرب                                                                     |
| 22:00         | أحمد جمعة 36' (ضربة رأس) | [ تقرير] |         | الحكم: محمود بسيوني الحكام المساعدون: رجب محمد ، إبراهيم عبد الوهاب الحكم الرابع: عوض شولح |

| 18 يونيو 2017 | إنبي                                                                              | 3–0      | الاتحاد السكندري | استاد بتروسبورت                                                                                 |
| 22:00         | عمرو مرعي 28' (ضربة رأس) · صلاح سليمان 52' (بالقدم اليمنى) · محمد عطوة 63' (ه.ذ.) | [ تقرير] |                  | الحكم: وليد عبد العزيز الحكام المساعدون: ممدوح مصطفى ، محمد السيد الحكم الرابع: أحمد عبد العزيز |

| 18 يونيو 2017 | المقاولون العرب                                    | 1–0      | وادي دجلة | استاد المقاولون العرب                                                                   |
| 22:00         | محمد فاروق 12' (بالقدم اليمنى) · أحمد علي 17'، 81' | [ تقرير] |           | الحكم: عمرو عايد الحكام المساعدون: هاني مطر ، مصطفى عبد العظيم الحكم الرابع: لطفي شعبان |

## الأسبوع الثاني والثلاثون
| 22 يونيو 2017                                           | أسوان                                                   | 2–3      | الإسماعيلي                                                                                 | استاد أسوان                                                                         |
| 22:00                                                   | محمد علي 68' (ضربة رأس) · جيروم ويا 79' (بالقدم اليسرى) | [ تقرير] | دييغو كالديرون 14' (ضربة رأس) · إبراهيم حسن 33' (بالقدم اليسرى) · حسني عبد ربه 77' (ركلة.) | الحكم: جهاد جريشة الحكام المساعدون: سامي هلهل ، أشرف متولي الحكم الرابع: عاطف العفي |
| ملاحظة: تم تعديل موعد المباراة من 23 يونيو إلى 22 يونيو |                                                         |          |                                                                                            |                                                                                     |

| 22 يونيو 2017                                           | طلائع الجيش                                              | 1–1      | مصر للمقاصة               | استاد جهاز الرياضة                                                                           |
| 22:00                                                   | أحمد عيد عبد الملك 21' (بالقدم اليمنى) · فرانك ستيفن 41' | [ تقرير] | أحمد الشيخ 61' (ضربة رأس) | الحكم: وائل فرحان الحكام المساعدون: علي الوكيل ، محمود أحمد عبد الله الحكم الرابع: خالد منسي |
| ملاحظة: تم تعديل موعد المباراة من 25 يونيو إلى 22 يونيو |                                                          |          |                           |                                                                                              |

| 23 يونيو 2017                                           | النصر للتعدين                                          | 2–1      | الشرقية                       | استاد أسوان                                                                                  |
| 22:00                                                   | هيثم مصطفى 45+3' (ركلة.) · عبد الله الشحات 79' (ركلة.) | [ تقرير] | علي عفيفي 17' (بالقدم اليمنى) | الحكم: أمين عمر الحكام المساعدون: عبد الفتاح عريشة ، شريف عبد الله الحكم الرابع: عدنان محمود |
| ملاحظة: تم تعديل موعد المباراة من 24 يونيو إلى 23 يونيو |                                                        |          |                               |                                                                                              |

| 23 يونيو 2017                                           | الداخلية | 0–0      | المقاولون العرب | استاد كلية الشرطة                                                                      |
| 22:00                                                   |          | [ تقرير] |                 | الحكم: محمد الحنفي الحكام المساعدون: إكرامي سالم ، أحمد بكر الحكم الرابع: محمد إبراهيم |
| ملاحظة: تم تعديل موعد المباراة من 24 يونيو إلى 23 يونيو |          |          |                 |                                                                                        |

| 23 يونيو 2017                                           | طنطا | 0–0      | وادي دجلة | استاد غزل المحلة                                                                             |
| 22:00                                                   |      | [ تقرير] |           | الحكم: هشام عبد الحميد الحكام المساعدون: خالد رمضان ، عمر فتحي الحكم الرابع: شاكر عبد الحليم |
| ملاحظة: تم تعديل موعد المباراة من 24 يونيو إلى 23 يونيو |      |          |           |                                                                                              |

| 23 يونيو 2017                                           | الاتحاد السكندري              | 1–1      | المصري                    | استاد الجيش ببرج العرب                                                                   |
| 22:00                                                   | محمد سالم 49' (بالقدم اليمنى) | [ تقرير] | عبد الله سمير 78' (ركلة.) | الحكم: أحمد الغندور الحكام المساعدون: أشرف مهران ، هشام الدسوقي الحكم الرابع: هشام توفيق |
| ملاحظة: تم تعديل موعد المباراة من 25 يونيو إلى 23 يونيو |                               |          |                           |                                                                                          |

| 24 يونيو 2017                                           | الإنتاج الحربي | 0–1      | سموحة                | استاد السلام                                                                         |
| 22:00                                                   |                | [ تقرير] | فادي نجاح 45' (ه.ذ.) | الحكم: محمود دسوقي الحكام المساعدون: ضياء السكران ، سيد نافع الحكم الرابع: صلاح شعيب |
| ملاحظة: تم تعديل موعد المباراة من 25 يونيو إلى 24 يونيو |                |          |                      |                                                                                      |

| 24 يونيو 2017                                           | الأهلي                                                           | 2–2      | إنبي                                                   | استاد بتروسبورت                                                                             |
| 22:00                                                   | أحمد حمودي 45+3' (بالقدم اليسرى) · صالح جمعة 66' (بالقدم اليسرى) | [ تقرير] | عمرو مرعي 46' (ضربة رأس) · صلاح محسن 55' (ضربة مزدوجة) | الحكم: محمد معروف الحكام المساعدون: أحمد توفيق طلب ، أحمد صلاح الحكم الرابع: محمد علاء هاشم |
| ملاحظة: تم تعديل موعد المباراة من 26 يونيو إلى 24 يونيو |                                                                  |          |                                                        |                                                                                             |

| 27 يونيو 2017                                           | بتروجيت     | 0–2      | الزمالك                                                                 | استاد بتروسبورت                                                                               |
| 22:00                                                   | مصطفى شبيطة | [ تقرير] | معروف يوسف 24' (بالقدم اليسرى) · ستانلي أوهاويتشي 45+1' (بالقدم اليمنى) | الحكم: محمد الصباحي الحكام المساعدون: هاني العراقي ، أحمد نوفل الحكم الرابع: عبد اللطيف مبارك |
| ملاحظة: تم تعديل موعد المباراة من 25 يونيو إلى 27 يونيو |             |          |                                                                         |                                                                                               |

## الأسبوع الثالث والثلاثون
| 28 يونيو 2017 | الزمالك | مؤجلة    | الاتحاد السكندري | استاد بتروسبورت |
| 19:00         |         | [ تقرير] |                  |                 |

| 29 يونيو 2017 | وادي دجلة                     | 1–2      | الداخلية                                                                  | استاد الدفاع الجوي                                                                             |
| 16:30         | عمر مرموش 59' (بالقدم اليمنى) | [ تقرير] | عبد الرحمن السويسي 17' (بالقدم اليمنى) · سعيدو سنبوري 63' (بالقدم اليمنى) | الحكم: محمود البنا الحكام المساعدون: تحسين أبو السادات ، وائل مصطفى الحكم الرابع: بدوي إبراهيم |

| 29 يونيو 2017 | طنطا                                                      | 2–2      | الشرقية                                                   | نادي طنطا                                                                             |
| 16:30         | محمد العشري 6' (ضربة رأس) · محمد مرسي 66' (بالقدم اليسرى) | [ تقرير] | كينيث أكيتشوكو 48' (بالقدم اليمنى) · حسام حسن 85' (ركلة.) | الحكم: سعيد حمزة الحكام المساعدون: هشام طلب ، علاء عبد الباسط الحكم الرابع: محمد حسان |

| 29 يونيو 2017 | مصر للمقاصة                                                                                | 4–1      | النصر للتعدين                                       | استاد الفيوم                                                                            |
| 16:30         | جون أنطوي 23' (بالقدم اليمنى)، 59' (بالقدم اليمنى)، 90+3' (ركلة.) · أحمد الشيخ 34' (ركلة.) | [ تقرير] | عبد الله الشحات 38' (بالقدم اليسرى) · أحمد جودة 80' | الحكم: جهاد جريشة الحكام المساعدون: أحمد الفار ، وائل شعبان الحكم الرابع: عجيز الشرباصي |

| 29 يونيو 2017 | المقاولون العرب                 | 1–1      | أسوان                            | استاد المقاولون العرب                                                                     |
| 16:30         | محمد ناجي 90+4' (بالقدم اليمنى) | [ تقرير] | إيهاب المصري 48' (بالقدم اليسرى) | الحكم: محمد فاروق الحكام المساعدون: محمد عبد المجيد ، هاني خيري الحكم الرابع: عزمي الصباح |

| 30 يونيو 2017 | إنبي | 0–0      | الإنتاج الحربي | استاد بتروسبورت                                               |
| 18:00         |      | [ تقرير] |                | الحكم: إبراهيم محجوب الحكام المساعدون: أحمد شاهين ، خالد حسين |

| 2 يوليو 2017                                           | الإسماعيلي                                                                   | 2–0      | بتروجيت | استاد الإسماعيلية                                                                           |
| 19:00                                                  | كريم أحمد 19' (بالقدم اليمنى)، 53' (بالقدم اليمنى) · باهر المحمدي 78'، 90+4' | [ تقرير] |         | الحكم: مبروك نبيل الحكام المساعدون: عادل أبو الفتوح ، أيمن دعبس الحكم الرابع: محمد العتباني |
| ملاحظة: تم تعديل موعد المباراة من 30 يونيو إلى 2 يوليو |                                                                              |          |         |                                                                                             |

| 3 يوليو 2017                                           | سموحة                         | 1–2      | طلائع الجيش                                                                   | استاد الجيش ببرج العرب                           |
| 19:00                                                  | أحمد رؤوف 85' (بالقدم اليسرى) | [ تقرير] | أحمد عيد عبد الملك 30' (ركلة.) · عاصم صلاح 51' (بالقدم اليسرى) · داو 11'، 57' | الحكم: أسامة إسماعيل الحكم الرابع: عصام التلواني |
| ملاحظة: تم تعديل موعد المباراة من 31 يونيو إلى 3 يوليو |                               |          |                                                                               |                                                  |

| 4 يوليو 2017 | المصري                          | 1–1      | الأهلي                        | استاد الجيش ببرج العرب                                                                   |
| 19:00 | محمد الشامي 79' (بالقدم اليمنى) | [ تقرير] | صالح جمعة 87' (بالقدم اليسرى) | الحكم: سمير محمود عثمان الحكام المساعدون: أيمن دجيش ، سمير جمال الحكم الرابع: ممدوح صلاح |
| ملاحظة: كان موعد المباراة في 27 يونيو 2017 ، ولكن تم تعديله لتقام المباراة أحد يومي 4 أو 5 يوليو على ضوء تحديد الاتحاد الإفريقي لموعد مباريات الجولة السادسة والأخيرة لدور المجموعات. |                                 |          |                               |                                                                                          |

## الأسبوع الرابع والثلاثون
| 5 يوليو 2017 | الشرقية              | 1–2      | مصر للمقاصة                                                     | استاد بنها                                                                                  |
| 20:00        | حسام حسن 47' (ركلة.) | [ تقرير] | أحمد فوزي 13' (بالقدم اليسرى) · محمود حمادة 28' (بالقدم اليمنى) | الحكم: صبحي العمراوي الحكام المساعدون: تامر سمير ، حمدي غزال الحكم الرابع: محمد علي الشناوي |

| 5 يوليو 2017 | أسوان                                                                 | 2–0      | وادي دجلة | استاد أسوان                                                                                  |
| 20:00        | جيروم ويا 45+3' (بالقدم اليمنى) · سليم عبد الخالق 87' (بالقدم اليمنى) | [ تقرير] |           | الحكم: محمد الصباحي الحكام المساعدون: أحمد حسام طه ، أحمد توفيق طلب الحكم الرابع: طلعت السيد |

| 5 يوليو 2017 | الداخلية                         | 1–0      | طنطا | استاد كلية الشرطة                                                                     |
| 20:00        | سعيدو سنبوري 65' (بالقدم اليمنى) | [ تقرير] |      | الحكم: محمد فاروق الحكام المساعدون: محمد حسن ، محمد محمود لطفي الحكم الرابع: شريف حسن |

| 6 يوليو 2017                                          | بتروجيت | 0–0      | المقاولون العرب | استاد السويس الجديد                                                                  |
| 21:30                                                 |         | [ تقرير] |                 | الحكم: إكرامي علاء الحكام المساعدون: أسامة فؤاد ، محمود عثمان الحكم الرابع: محمد سعد |
| ملاحظة: تم تعديل موعد المباراة من 4 يوليو إلى 6 يوليو |         |          |                 |                                                                                      |

| 7 يوليو 2017 | طلائع الجيش                              | 1–2      | إنبي                                             | استاد جهاز الرياضة                                                                    |
| 19:00        | محمد أشرف عبد القادر 67' (بالقدم اليسرى) | [ تقرير] | صلاح محسن 85' (ضربة رأس) · محمد مجدي 89' (ركلة.) | الحكم: محمد يوسف الحكام المساعدون: حسين ندا ، محمود حسين الحكم الرابع: الحسن النعماني |

| 10 يوليو 2017                                          | الاتحاد السكندري | 0–1      | الإسماعيلي                | استاد الجيش ببرج العرب |
| 17:00                                                  |                  | [ تقرير] | محمود المتولي 23' (ركلة.) |                        |
| ملاحظة: تم تغيير موعد المباراة من 6 يوليو إلى 10 يوليو |                  |          |                           |                        |

| 10 يوليو 2017                                          | الإنتاج الحربي | 0–1      | المصري                            | استاد الجيش ببرج العرب |
| 20:30                                                  |                | [ تقرير] | أحمد شرويدة 90+1' (بالقدم اليسرى) |                        |
| ملاحظة: تم تغيير موعد المباراة من 4 يوليو إلى 10 يوليو |                |          |                                   |                        |

| 13 يوليو 2017 | النصر للتعدين | 0–1      | سموحة                                   | استاد أسوان                                                                              |
| 18:30         |               | [ تقرير] | حسام حسن عبد البديع 25' (بالقدم اليمنى) | الحكم: محمود رشدي الحكام المساعدون: وليد الشيخ ، ياسر هاشم الحكم الرابع: عبد الصبور محمد |

| 17 يوليو 2017 | الأهلي                                                            | 2–0      | الزمالك | استاد الجيش ببرج العرب                         |
| 20:00         | وليد سليمان 41' (بالقدم اليمنى) · جونيور أجاي 89' (بالقدم اليمنى) | [ تقرير] |         | الحكم: ويليام كولوم الحكم الرابع: أسامة العارف |

تم تحديد موعد مباراتي (النصر للتعدين وسموحة ، الأهلي والزمالك) ومباريات كأس مصر بعد تحديد موعد مباريات المرحلة الأخيرة من المسابقات الإفريقية للأندية ..

## المؤجلات
| 21 ديسمبر 2016                        | الإنتاج الحربي                           | 0–1      | الزمالك | استاد السلام                                                                              |
| 19:00                                 | باسم مرسي 79' (بالقدم اليمنى) · شيكابالا | [ تقرير] |         | الحكم: محمد الحنفي الحكام المساعدون: سمير جمال ، أحمد توفيق طلب الحكم الرابع: رؤوف الحوشي |
| ملاحظة: مباراة مؤجلة من الأسبوع الأول |                                          |          |         |                                                                                           |

| 24 ديسمبر 2016                         | الزمالك                                                           | 2–0      | الشرقية | استاد بتروسبورت                                                                                      |
| 19:00                                  | أسامة إبراهيم 37' (بالقدم اليمنى) · أحمد رفعت 55' (بالقدم اليسرى) | [ تقرير] |         | الحكم: هشام عبد الحميد الحكام المساعدون: إبراهيم عبد الوهاب ، إسلام أبو العز الحكم الرابع: أحمد شلبي |
| ملاحظة: مباراة مؤجلة من الأسبوع الرابع |                                                                   |          |         | |

| 28 فبراير 2017                             | المصري                     | 1–2      | طلائع الجيش                                                              | استاد الجيش ببرج العرب                                                                     |
| 19:00                                      | محمد الشامي 17' (ضربة رأس) | [ تقرير] | ويلسون أكاكبو 20' (ه.ذ.) · سيد عبد العال 53' (ه.ذ.) · أحمد عيد عبد الملك | الحكم: أحمد حمدي الحكام المساعدون: عبد الفتاح عريشة ، أيمن العقاد الحكم الرابع: هشام توفيق |
| ملاحظة: مباراة مؤجلة من الأسبوع الثامن عشر |                            |          |                                                                          |                                                                                            |

| 3 مارس 2017                            | مصر للمقاصة                     | 1–0      | الزمالك | استاد الجيش بالسويس                                                                   |
| 19:00                                  | حسين الشحات 19' (بالقدم اليسرى) | [ تقرير] |         | الحكم: جهاد جريشة الحكام المساعدون: أيمن دجيش ، أحمد حسام طه الحكم الرابع: محمود ناجي |
| ملاحظة: مباراة مؤجلة من الأسبوع الخامس |                                 |          |         |                                                                                       |

| 4 مارس 2017                                | النصر للتعدين                  | 1–4      | المصري | استاد الجيش ببرج العرب                                                               |
| 19:00                                      | حمادة جلال 89' (بالقدم اليمنى) | [ تقرير] | أحمد شكري 9' (بالقدم اليسرى) · أحمد جمعة 53' (بالقدم اليمنى)، 65' (بالقدم اليمنى) · محمد الشامي 60' (بالقدم اليمنى) | الحكم: محمود عاشور الحكام المساعدون: سامح مصطفى ، خالد رمضان الحكم الرابع: أشرف مسعد |
| ملاحظة: مباراة مؤجلة من الأسبوع التاسع عشر |                                |          | |                                                                                      |

| 1 أبريل 2017                                    | الأهلي | 4–0      | الداخلية | استاد السلام                                                                         |
| 20:00                                           | سعد سمير 60' (بالقدم اليمنى) · وليد سليمان 70' (ركلة حرة) · سليمان كوليبالي 79' (ضربة رأس)، 90+3' (ضربة رأس) | [ تقرير] |          | الحكم: أمين عمر الحكام المساعدون: ضياء السكران ، أحمد صلاح الحكم الرابع: أحمد الدليل |
| ملاحظة: مباراة مؤجلة من الأسبوع الحادي والعشرين | |          |          |                                                                                      |

| 5 أبريل 2017                                    | الشرقية                                                         | 1–0      | الزمالك | استاد السلام                                                                             |
| 18:00                                           | محمد عبد الحميد 50' (بالقدم اليمنى) · فاروقا نور الدين 39'، 79' | [ تقرير] |         | الحكم: محمود عاشور الحكام المساعدون: سعد سيد ، يوسف البساطي الحكم الرابع: السيد عبد الله |
| ملاحظة: مباراة مؤجلة من الأسبوع الحادي والعشرين |                                                                 |          |         |                                                                                          |

| 19 أبريل 2017                                   | طنطا                                                     | 2–1      | المصري                                      | استاد حرس الحدود                                                                      |
| 15:00                                           | محمود غالي 6' (ركلة حرة) · حسين حلمي 24' (بالقدم اليمنى) | [ تقرير] | هيرمان كواو 74' (بالقدم اليسرى) · أسامة عزب | الحكم: محمد عادل الحكام المساعدون: أحمد مصطفى ، خالد رمضان الحكم الرابع: أحمد العزاوي |
| ملاحظة: مباراة مؤجلة من الأسبوع الرابع والعشرين |                                                          |          |                                             |                                                                                       |

| 19 أبريل 2017                                   | الإسماعيلي                                                               | 2–2      | سموحة                                                               | استاد الإسماعيلية                                                                                |
| 17:30                                           | إبراهيم حسن 8' (ركلة ركنية) · دييغو كالديرون كايسيدو 48' (بالقدم اليسرى) | [ تقرير] | باتريك مالو 58' (ضربة رأس) · محمود عبد العزيز 90+1' (بالقدم اليمنى) | الحكم: محمود عاشور الحكام المساعدون: أحمد حسام طه ، محمد عبد القادر الحكم الرابع: محمود الشرقاوي |
| ملاحظة: مباراة مؤجلة من الأسبوع الرابع والعشرين |                                                                          |          |                                                                     |                                                                                                  |

| 19 أبريل 2017                          | الزمالك                                                                                         | 3–0      | طلائع الجيش | استاد بتروسبورت                                                                   |
| 20:00                                  | باسم مرسي 26' (ركلة.)، 67' (ضربة رأس) · مصطفى فتحي 85' (بالقدم اليسرى) · باسم مرسي · مصطفى فتحي | [ تقرير] |             | الحكم: أمين عمر الحكام المساعدون: سمير جمال ، أشرف متولي الحكم الرابع: عمرو رمضان |
| ملاحظة: مباراة مؤجلة من الأسبوع الثاني |                                                                                                 |          |             |                                                                                   |

| 12 يونيو 2017                                   | المصري                    | 1–1      | سموحة                                                 | استاد الجيش ببرج العرب                                                                          |
| 22:00                                           | عبد الله سمير 89' (ركلة.) | [ تقرير] | السيد فريد 50' (بالقدم اليمنى) · أيمن أشرف 87'، 90+5' | الحكم: إبراهيم نور الدين الحكام المساعدون: محمود أبو الرجال ، أحمد لطفي الحكم الرابع: أشرف مسعد |
| ملاحظة: مباراة مؤجلة من الأسبوع الثاني والعشرين |                           |          |                                                       |                                                                                                 |

| 6 يوليو 2017                                                                                   | الزمالك                                                | 2–1      | الاتحاد السكندري                      | استاد الجيش ببرج العرب                                                            |
| 19:00                                                                                          | مصطفى فتحي 69' (بالقدم اليسرى) · باسم مرسي 81' (ركلة.) | [ تقرير] | محمد عبد المجيد 90+3' (بالقدم اليمنى) | الحكم: محمد عادل الحكام المساعدون: إيهاب فخري ، محمود رضا الحكم الرابع: ياسر فوزي |
| ملاحظة: مباراة مؤجلة من الأسبوع الثالث والثلاثين ، وتم تغيير ملعب المباراة من استاد بتروسبورت. |                                                        |          |                                       |                                                                                   |